# Bundesverfassungsgericht
Das Bundesverfassungsgericht (BVerfG) ist in der Bundesrepublik Deutschland als Verfassungsgericht des Bundes sowohl ein selbständiges als auch unabhängiges Verfassungsorgan der Justiz, ranggleich mit den anderen obersten Bundesorganen (§ 1 Absatz 1 BVerfGG), als auch der oberste Gerichtshof auf Bundesebene. Es hat damit eine Doppelstellung und -funktion.
Dem Bundesverfassungsgericht mit 16 Richtern in zwei Senaten (Art. 93 Absatz 2 Satz 2 GG, § 2 Absatz 1 BVerfGG) obliegt einerseits die Kontrolle des verfassungsmäßig bestimmten politischen Lebens, das es am Maßstab des Grundgesetzes, unter besonderer Berücksichtigung der individuellen Grundrechte des Bürgers, interpretiert (§ 13 BVerfGG). Insoweit wurde dem Gericht, in seiner Eigenschaft als Hüter der deutschen Verfassung, die grundlegende Ordnungsbefugnis über die Verfassung im gesellschaftlichen Wandel zuteil.
Andererseits ist das Gericht mit Sitz in Karlsruhe (§ 1 Absatz 2 BVerfGG) höchstes Gremium der Rechtsprechung. In dieser Funktion nimmt es gegenüber allen anderen Gerichten eine Sonderstellung ein, denn es ist befugt, deren Gerichtsentscheidungen aufzuheben. Die vom Bundesverfassungsgericht getroffenen Entscheidungen sind rechtsverbindlich (Art. 94 Abs. 4 GG). Bei Normenkontrollverfahren in Bezug auf die Bundes- und Landesgesetzgebung erstarken sie in Gesetzeskraft (§ 31 Abs. 2 BVerfGG). Obwohl dieses Bundesgericht die Entscheidungen anderer Gerichte kontrolliert, gehört es nicht zum Instanzenzug. Es übt keine fachliche Kontrolle aus, sondern überprüft, ob die getroffenen Entscheidungen der Fachgerichte mit dem Grundgesetz in Einklang stehen. Kommt es dabei zu dem Ergebnis, dass eine Verfassungsverletzung vorliegt, hebt es diese – ebenso gegebenenfalls Entscheidungen der Vorinstanzen – auf und verweist die Angelegenheit zur nochmaligen Überprüfung an die Fachgerichte zurück (§ 95 Abs. 2 BVerfGG).
Höchstes deutsches Gericht ist das Bundesverfassungsgericht, weil es Handlungen aller Verwaltungsebenen aufheben beziehungsweise bei Unterlassungen zum Handeln bestimmen kann. Die Entscheidungen des Gerichts sind dabei weder von Staatsorganen noch von anderen anfechtbar.
Als Verfassungsorgan wird es von einem befriedeten Bezirk umgeben. Geschützt wird es von der Bundespolizei.

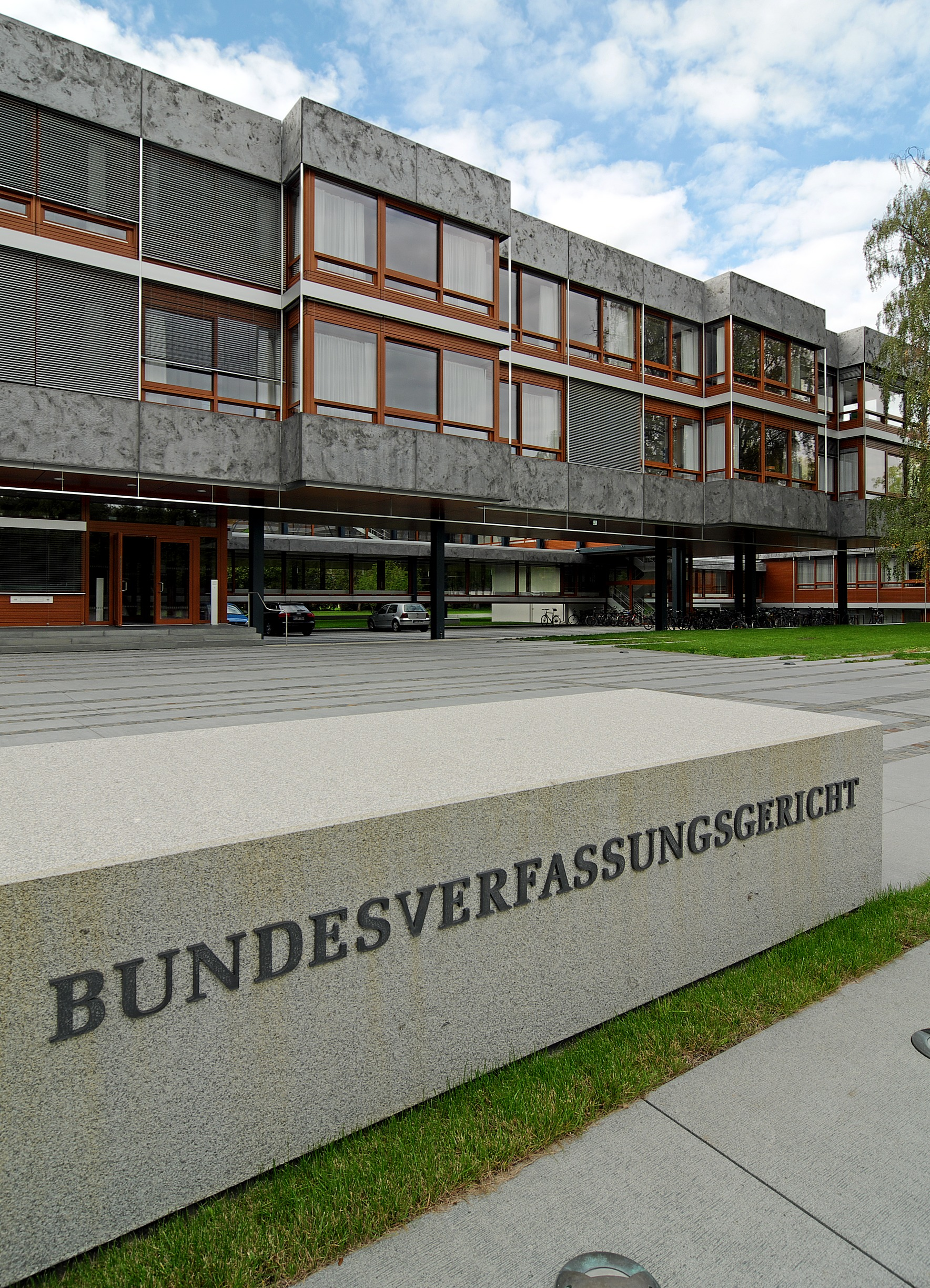
Das Richtergebäude des Bundesverfassungsgerichts im Karlsruher Schlossbezirk (bezogen 1969)

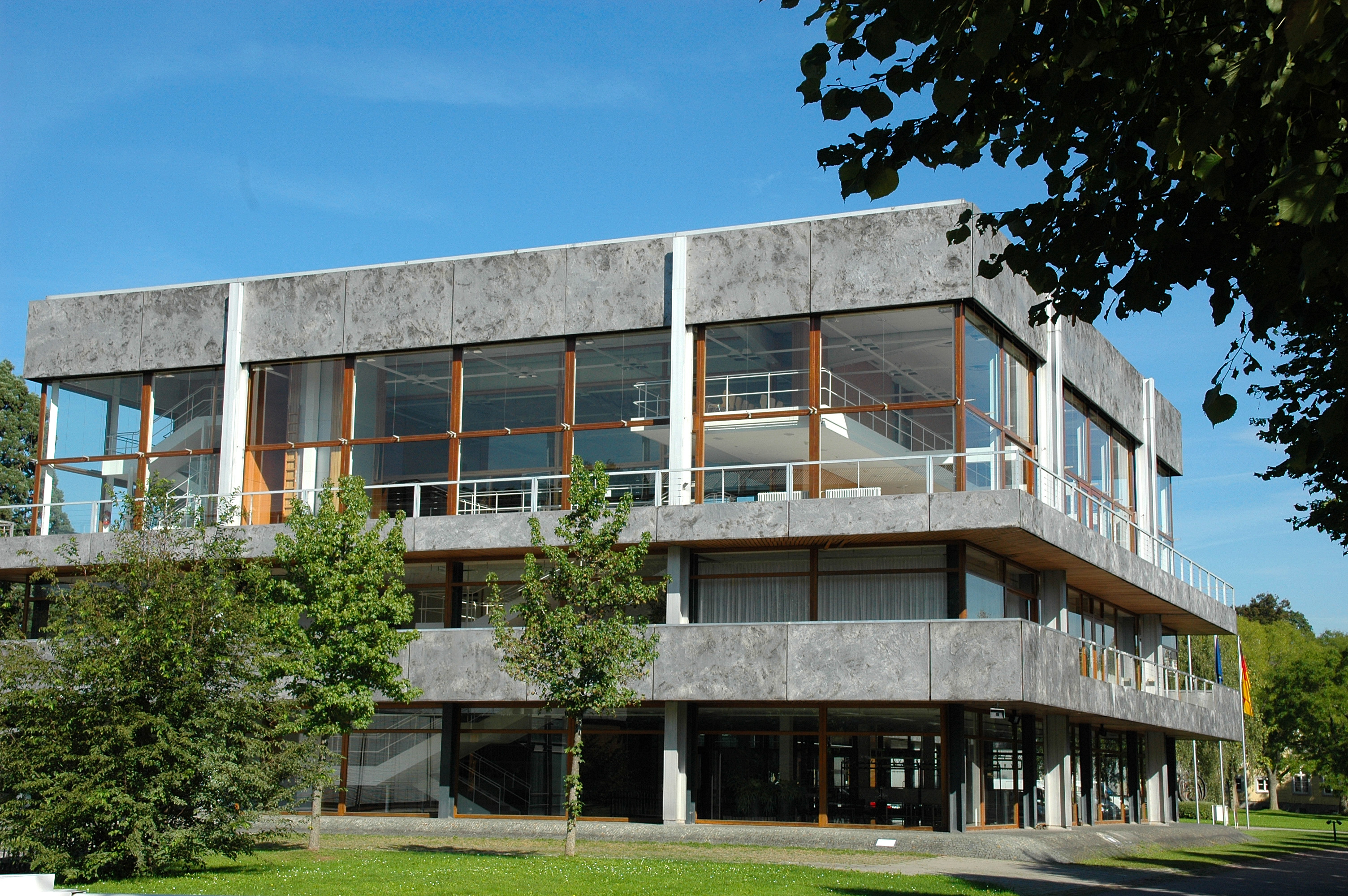
Sitzungssaalgebäude des Bundesverfassungsgerichts vor der Renovierung

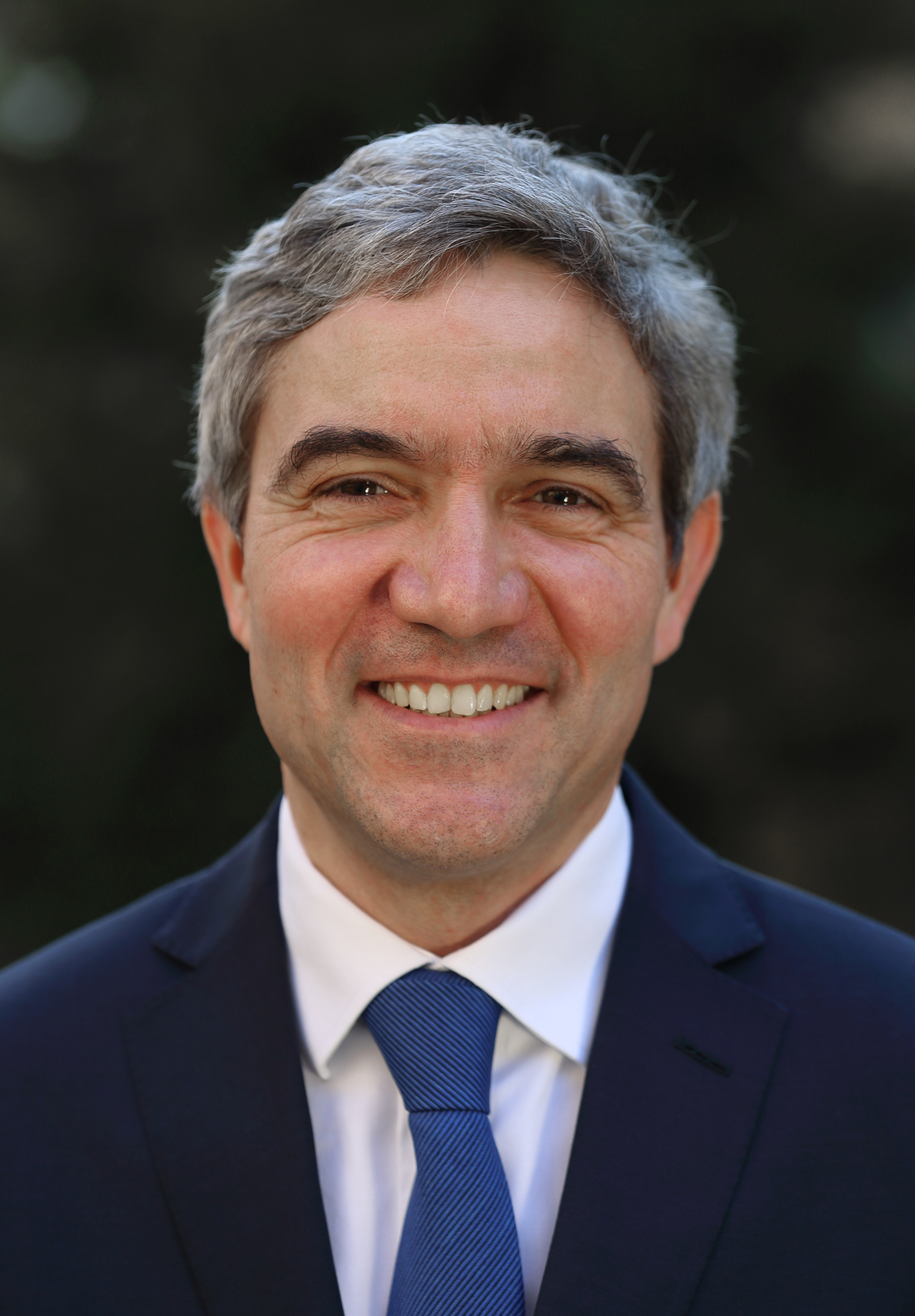
Porträt des amtierenden Präsidenten Stephan Harbarth

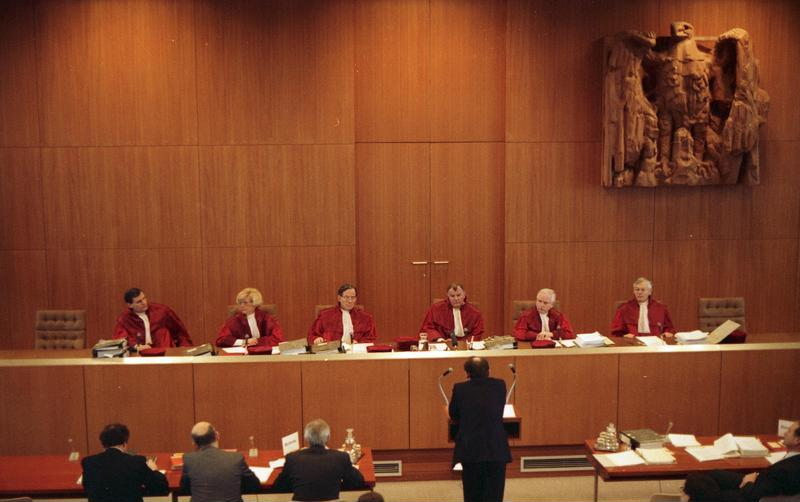
Verhandlung des Zweiten Senats, 1989

## Geschichte

### Vorgeschichte
Verfassungsgerichtsbarkeit ist in Deutschland keine Instanz aus der Zeit nach dem Zweiten Weltkrieg. Bereits Institutionen wie das Reichskammergericht ab 1495 und der Reichshofrat ab 1518 sprachen Recht zwischen Staatsorganen.
Verfassungsgerichtsbarkeit modernen Zuschnitts findet ihren Ursprung in einer Entscheidung des US Supreme Courts vom 24. Februar 1803, dem der berühmte Rechtsstreit Marbury gegen Madison zugrunde lag. Erstmals ist dabei ein Gesetz für verfassungswidrig erklärt worden. Nach diesem Leitbild sollte gemäß § 126 der Paulskirchenverfassung von 1849 vorgegangen werden können, wonach das Reichsgericht mit weitreichenden staats- und verfassungsgerichtlichen Kompetenzen ausgestattet gewesen wäre, wenn die Norm Wirksamkeit erfahren hätte. 1850 entstand mit dem Bayerischen Staatsgerichtshof in Deutschland das erste spezielle Gericht für verfassungsrechtliche Fragen. Die Verfassung des Deutschen Reichs von 1871 hingegen sah kein Verfassungsgericht vor. Die Weimarer Verfassung führte 1919 mit dem Staatsgerichtshof für das Deutsche Reich ein Verfassungsgericht mit eingeschränkten Kompetenzen ein, denn seine Zuständigkeit beschränkte sich auf Prozesse zwischen dem Reich und den Ländern.
Ab 1924 erfolgte eine ausgedehnt und kontrovers geführte Diskussion unter Wissenschaftlern, nachdem Richter des Reichsgerichts erwogen hatten, Gesetze zukünftig gegebenenfalls auf ihre verfassungsrechtliche Vereinbarkeit zu überprüfen. Mehrheitlich wurde dagegen gestimmt, insbesondere tat sich Carl Schmitt 1929 mit seinem Aufsatz Der Hüter der Verfassung hervor. Er plädierte darin dafür, dass Richter dazu keine Kompetenz hätten, da ihnen die Rechtsanwendung, nicht aber die Überprüfung von Recht obläge, diese Kompetenz fiele vielmehr dem Reichspräsidenten zu. Mit der Ernennung Hitlers zum Reichskanzler wurde in der Folgezeit jedoch ein verfassungsrechtlicher Zerstörungsprozess eingeleitet, der in den Jahren 1948/49 und damit nach dem Krieg, im Rahmen des Verfassungskonvents des Parlamentarischen Rates in Herrenchiemsee zu der Einsicht führte, dass zukünftig ein durchschlagfähiges Verfassungsgericht benötigt würde.

### Das Verfassungsorgan
Mit dem Bundesverfassungsgericht (BVerfG) sah ab 1949 das Grundgesetz für die Bundesrepublik Deutschland (GG) eine juristische Infrastruktur sui generis vor. Anders als beispielsweise der US Supreme Court ist das Bundesverfassungsgericht auf verfassungsrechtliche Streitigkeiten spezialisiert und beschränkt. Es folgt darin dem österreichischen Modell der Verfassungsgerichtsbarkeit von 1920. Zwei Jahre nach Inkrafttreten des Grundgesetzes nahm das Gericht seine Arbeit 1951 auf, seinerzeit bestehend aus zwei mit jeweils zwölf Richtern besetzten Senaten, die je zur Hälfte vom Bundestag und Bundesrat gewählt wurden. Innerhalb der folgenden zwölf Jahre wurde die Zahl der Richter in den beiden Spruchkörpern sukzessive reduziert, 1956 auf zehn, 1963 auf acht. Den Hintergrund hierfür bildete ein zähes Ringen der Parteien um die politische Mehrheit, bei der Adenauers CDU letztlich die Oberhand gewann.
Am 9. September 1951 wurden die ersten Entscheidungen getroffen. Offiziell eröffnet wurde das Gericht jedoch erst am 28. September 1951 in einem feierlichen Akt, in Anwesenheit von Bundespräsident Theodor Heuss und des Ministerpräsidenten des Landes Württemberg-Baden Reinhold Maier, durch den damaligen Kanzler Konrad Adenauer; dieses Datum ging als „Tag der Eröffnung“ in die Annalen des Gerichts ein. Bereits 1952 erlebte das Gericht seine erste Krise im Verfassungsstreit um die Wiederbewaffnung, als es sich heftigen Protesten insbesondere des damaligen Justizministers Thomas Dehler ausgesetzt sah, die Entscheidung bis zur Bundestagswahl 1953 aussetzte und letztlich nach dem deutlichen Wahlsieg Adenauers und aufgrund dessen Verfassungsänderung gemäß Art. 73 Ziff. 1 GG nicht mehr zu entscheiden brauchte.
Von 1951 bis Ende 1990 wurden 76.623 Verfassungsbeschwerden in 80.046 Verfahren entschieden, davon waren 2,25 Prozent erfolgreich. Bis 2005 verdoppelte sich die Zahl der Verfassungsbeschwerden nahezu auf 151.424. Bis Ende 2017 stieg die Anzahl der Verfassungsbeschwerden weiter auf 224.221; hiervon waren nur 5.088 erfolgreich, was lediglich 2,3 Prozent der Verfahren entspricht.
Errichtung, Aufgaben und Besetzung des Verfassungsgerichts sind in den Artt. 92 bis 94 GG geregelt. Weitere Regeln über Organisation, Befugnisse und Verfahrensrecht finden sich im Gesetz über das Bundesverfassungsgericht (BVerfGG). Das Gericht bedurfte anders als die übrigen Verfassungsorgane des Bundes der Konstituierung durch dieses Gesetz. Als Sitz wurde die ehemalige badische Residenzstadt Karlsruhe ausgewählt, da dort unter den Städten, die sich beworben hatten, die besten infrastrukturellen Voraussetzungen bestanden. So wurde beispielsweise das repräsentative Erbgroßherzogliche Palais als Standortvorteil genannt, aber auch die Verfügbarkeit an Wohnungen für die Verfassungsrichter. Karlsruhe ist außerdem seit 1950 bereits Sitz des Bundesgerichtshofs.

### Stärkung der Resilienz des Bundesverfassungsgerichtes
Am 19. und 20. Dezember 2024 verabschiedeten Bundestag und Bundesrat mit Zweidrittelmehrheit eine Reform zu den Regelungen des Bundesverfassungsgerichtes.
Regelungen aus dem Bundesverfassungsgerichtsgesetz wurden in die Artikel 93 und 94 des Grundgesetzes übernommen, damit diese Regelungen nicht mehr mit einfacher Mehrheit durch den Bundestag geändert werden können. Die Grundgesetzänderung trat am 28. Dezember 2024 in Kraft.
In seiner neuen Fassung verankert Art. 93 Absatz 1 GG nunmehr den Status des Bundesverfassungsgerichts als Verfassungsorgan (als allen übrigen Verfassungsorganen gegenüber selbständiger und unabhängiger Gerichtshof des Bundes). Art. 93 Absatz 4 GG gibt den Rahmen seiner Geschäftsordnung vor. Die Amtszeit der Richter wurde auf zwölf Jahre begrenzt, soweit die Altersgrenze (Ablauf des Monats der Vollendung des 68. Lebensjahrs des Richters) nicht vorgreift. Nach Ablauf der Amtszeit führen die Richter ihre Amtsgeschäfte bis zur Ernennung des Nachfolgers fort. Kommt innerhalb einer zu bestimmenden Frist nach dem Ende der Amtszeit oder dem vorzeitigen Ausscheiden eines Richters eine Wahl seines Nachfolgers nicht zustande, kann durch Bundesgesetz (vgl. Art. 93 Abs. 2 Satz 3, Abs. 5 GG) vorgesehen werden, dass das Wahlrecht vom jeweils anderen Wahlorgan wahrgenommen wird.
In seiner neuen Fassung regelt Art. 94 GG die Zuständigkeiten des Gerichts, die bisher in Art. 93 GG festgeschrieben waren. In Art. 94 Absatz 4 GG wurde darüber hinaus auch die Bindungswirkung der Entscheidungen des Bundesverfassungsgerichts aufgenommen.
Am 19. Dezember 2024 beschloss der Bundestag ebenfalls mit der Grundgesetzänderung zusammenhängende einfachgesetzliche Änderungen. Insbesondere wurde der genaue Mechanismus der Ersatzwahl durch Bundesrat bzw. Bundestag in § 7a Absatz 5 BVerfGG geregelt.

## Dienstgebäude

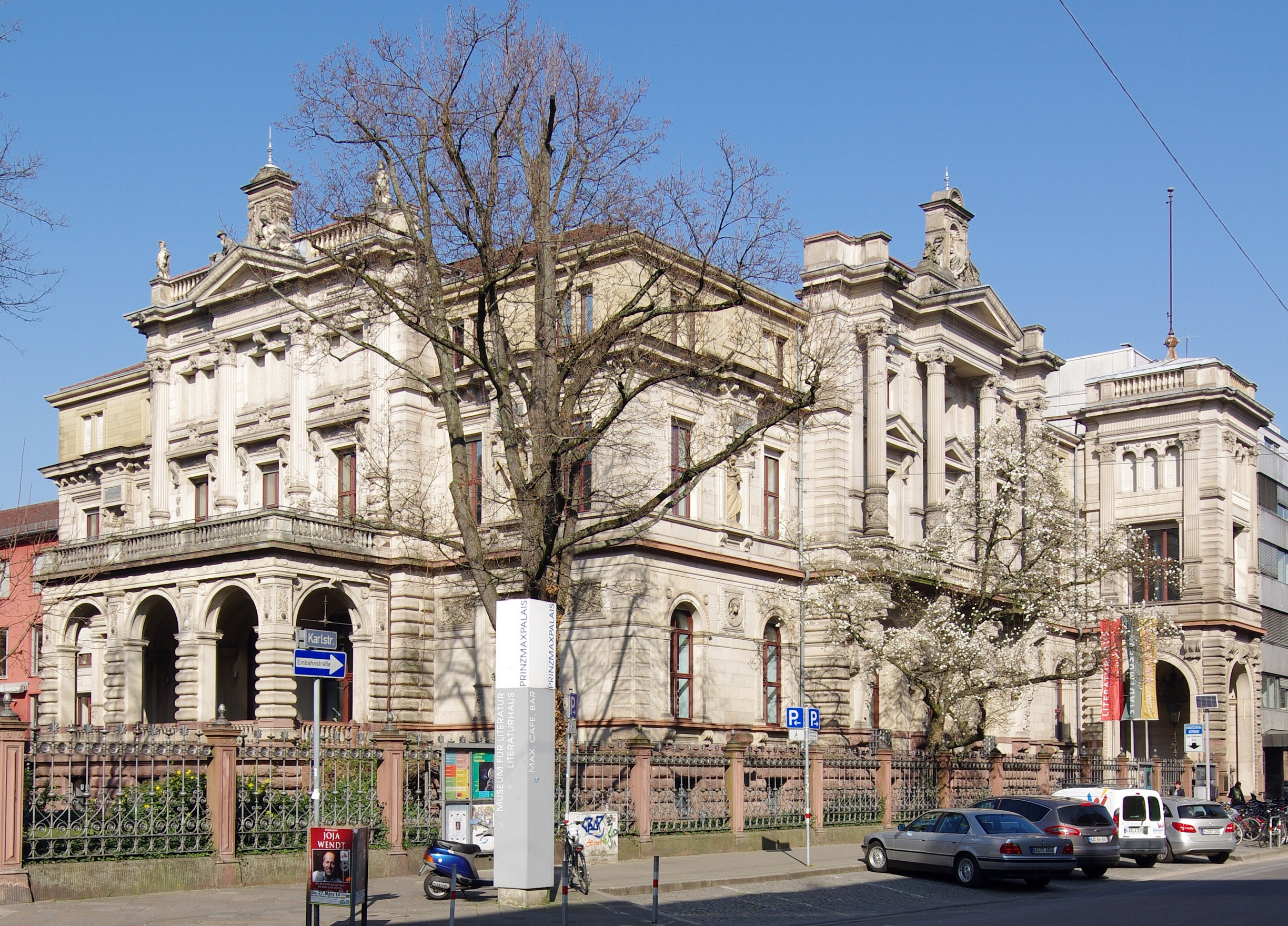
Amtssitz von 1951 bis 1969: das Prinz-Max-Palais in Karlsruhe

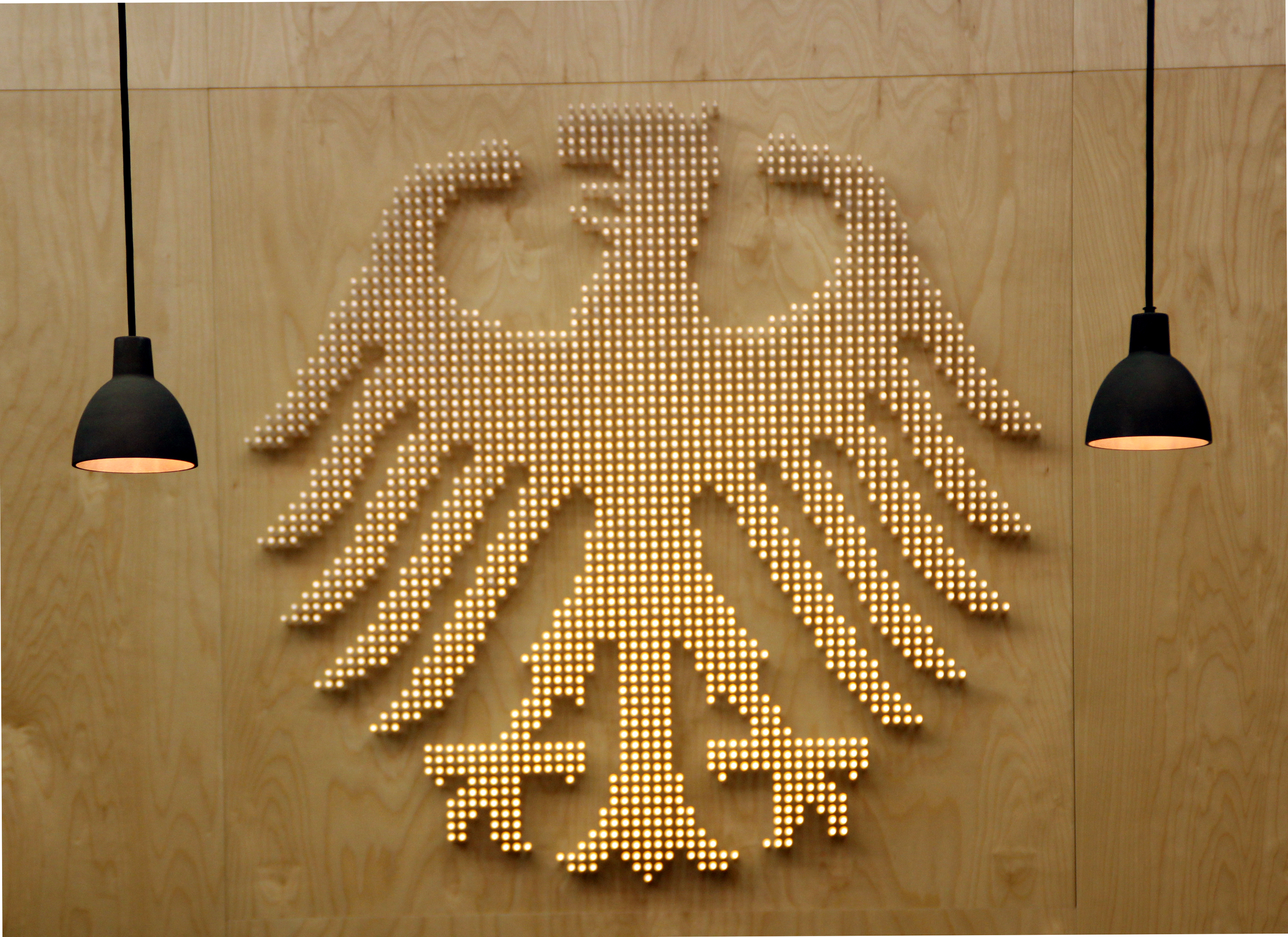
Bundesadler im Bundesverfassungsgericht

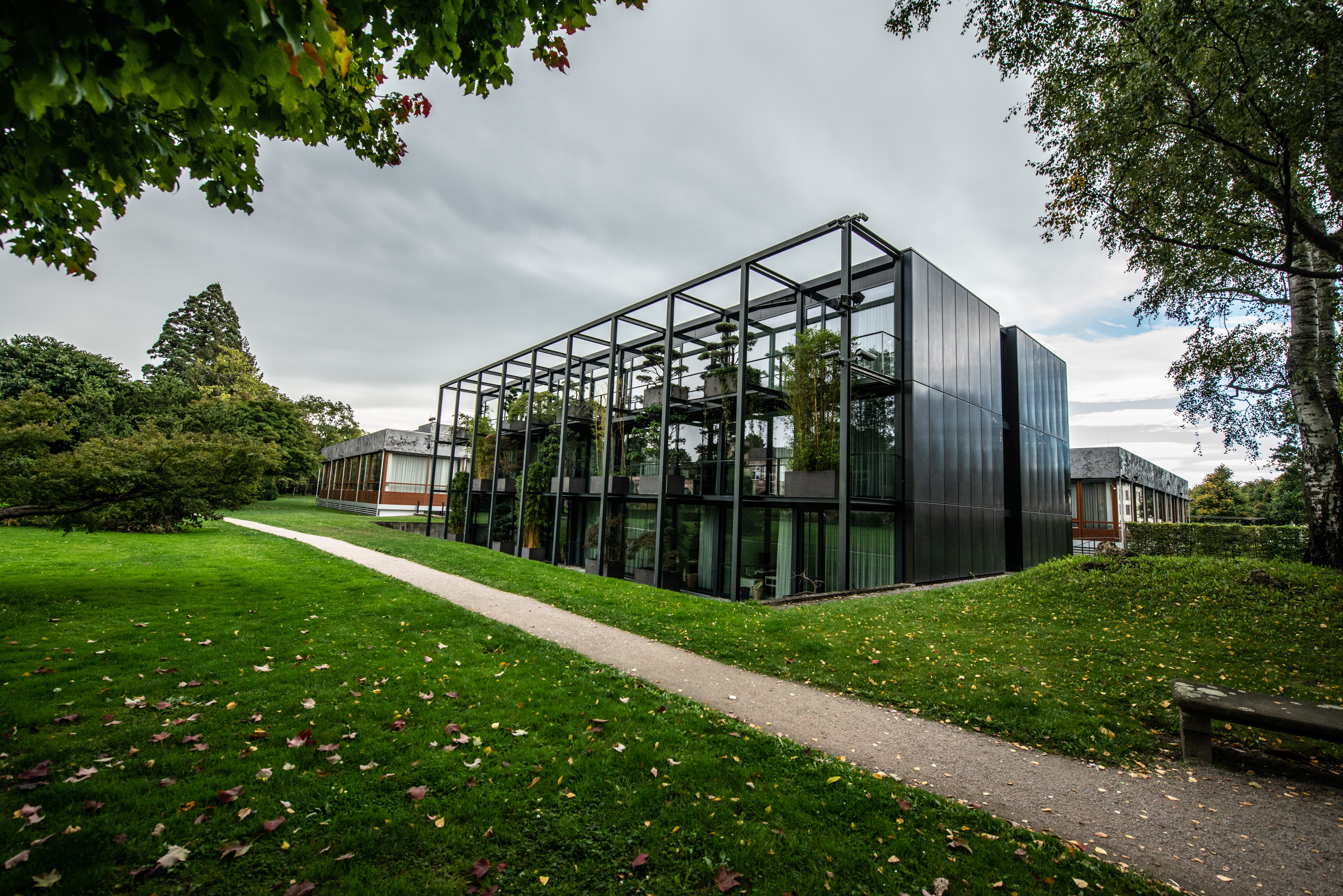
Zum Botanischen Garten ausgerichteter Anbau für wissenschaftliches Personal (2007)

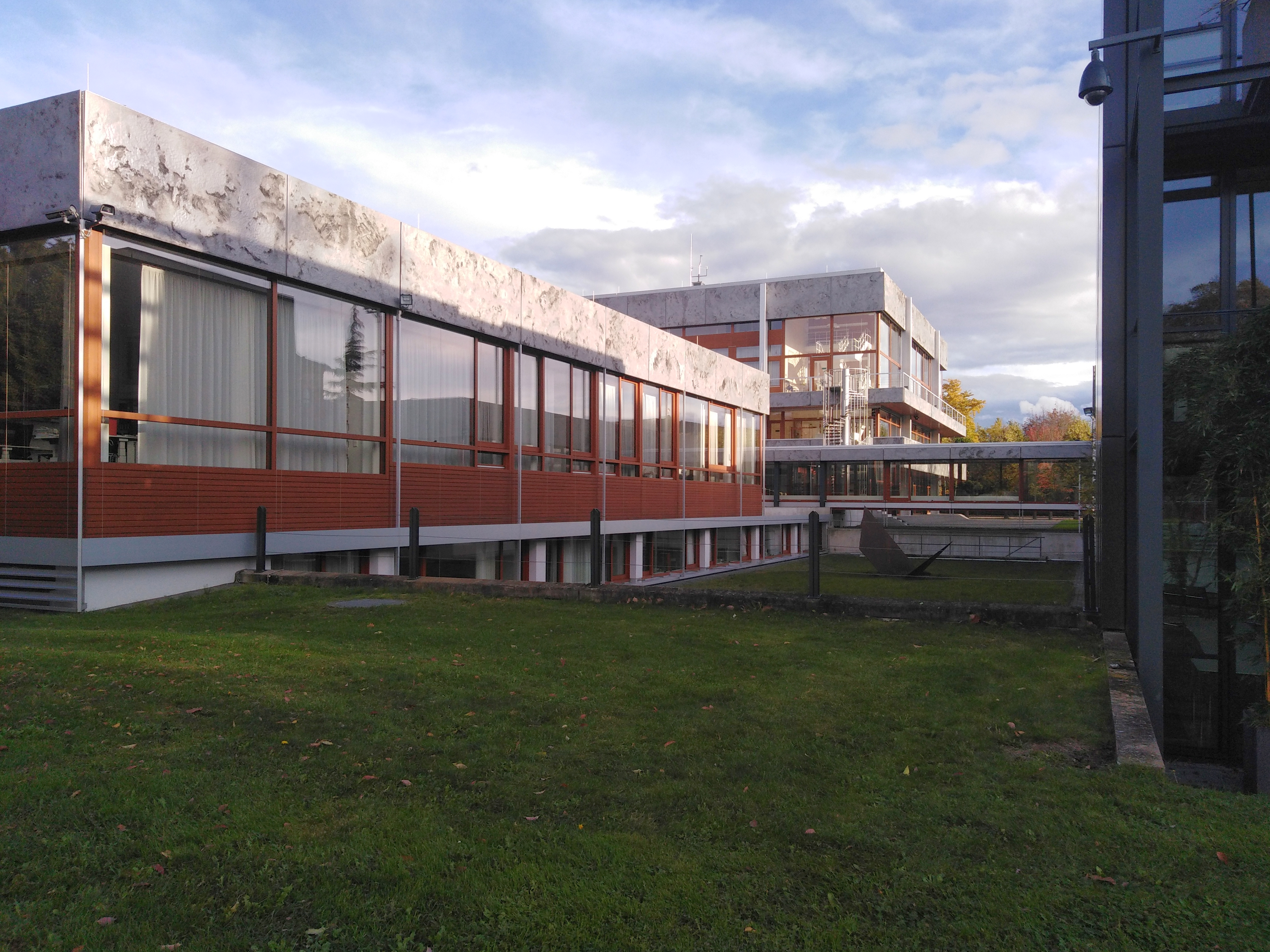
Bibliothek (vorne) und Sitzungssaal (hinten)

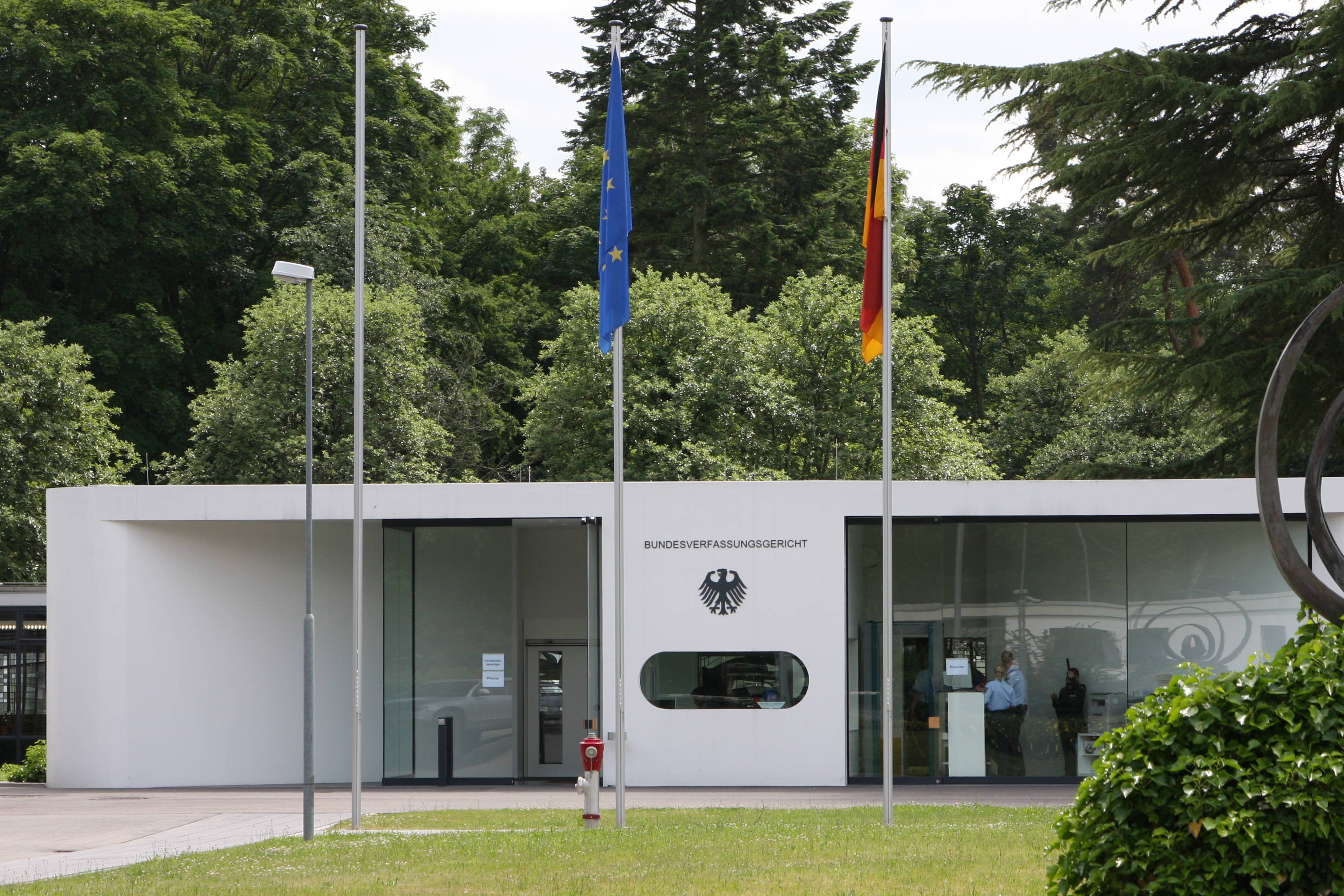
Temporärer Dienstsitz Waldstadt in Karlsruhe (2011–2014)

Seinen ersten Amtssitz hatte das Bundesverfassungsgericht von 1951 bis 1969 im Prinz-Max-Palais, einer historistischen Stadtvilla in der Karlsruher Innenstadt-West. Als 1960 aufgrund des wachsenden Raumbedarfs und der Repräsentationswünsche des Gerichts ein Umzug nach München drohte, stellten die Stadt Karlsruhe und das Land Baden-Württemberg das Gelände des im Krieg ausgebrannten Hoftheaters für einen Neubau zur Verfügung. Es liegt im westlichen Schlossbezirk zwischen Schloss, Staatlicher Kunsthalle, Schlossplatz und Botanischem Garten, in unmittelbarer Nähe zum Zentrum des fächerförmig auf das Schloss zulaufenden barocken Stadtgrundrisses. Der Architekt Paul Baumgarten hatte zuvor mit einem modernen Entwurf den Wettbewerb für einen Neubau des Theaters gewonnen und erhielt nun den Auftrag für den Gerichtsbau am gleichen Ort.
Nach Baumgartens Plänen entstand von 1965 bis 1969 ein Komplex aus fünf pavillonartigen, in der Höhe gestaffelten Baukörpern mit Flachdächern und quadratischem Grundriss. Sie sind über eine Gesamtlänge von 170 Metern an einem verglasten Verbindungsgang angeordnet und ohne Umzäunung in die damals für die Bundesgartenschau 1967 umgestalteten Parkanlagen eingebettet. Das Sitzungssaalgebäude ist am höchsten und dem Schlossplatz am nächsten zugewandt. Nach Norden hin schließen sich der ringförmig um einen offenen Innenhof gebaute Richterbau und ein Verwaltungsbau an. Hinter dem Sitzungssaalgebäude liegt die Bibliothek, zur Kunsthalle hin das Casino. Die Stahlskelettbauten verfügen über großzügige, in Oregon-Holzelementen eingefasste Glasfronten, die geschlossenen Flächen sind mit grauen Aluminium-Gussplatten verkleidet. Die Architektur soll mit nüchternen Formen und Transparenz die demokratische Grundordnung repräsentieren und setzt sich damit deutlich von den monumentalen Justizpalästen des 19. und frühen 20. Jahrhunderts ab. Architektonisches Vorbild war der deutsche Pavillon auf der Weltausstellung 1958 von Sep Ruf und Egon Eiermann. Die Stirnwand im Großen Sitzungssaal beherrscht ein asymmetrisch angebrachtes Adlerrelief, das 1969 Hans Kindermann schuf, der damalige Rektor der Kunstakademie Karlsruhe.
Das auch infolge der deutschen Wiedervereinigung gewachsene Arbeitsaufkommen und die große Entfernung zur neuen Bundeshauptstadt Berlin führten zu neuen Überlegungen bezüglich einer Erweiterung oder eines Umzugs des Gerichts. Die politische Forderung nach einer Verlegung in die neuen Länder nach Leipzig setzte sich nicht durch. Erweiterungs- und Umbauplanungen waren umstritten, da sowohl das Gerichtsgebäude als auch der angrenzende Botanische Garten denkmalgeschützt sind. Wegen der Raumnot wurde der westliche Anbau des Schlosses als Registratur genutzt und 1992 über einen unterirdischen Verbindungsgang ans Gericht angebunden. 1995 wurde das bis zu dem Zeitpunkt für die Bevölkerung zugängliche Casino in Mitarbeiterräume umgewandelt und die Bibliothek erhielt zusätzliche unterirdische Tiefmagazine. Im Jahr 2000 stimmten die Verfassungsrichter mehrheitlich für den Verbleib am Standort Karlsruhe. 2007 wurde am südwestlichen Rand des Gebäudekomplexes ein kompakter Erweiterungsbau nach Plänen des Architekten Michael Schrölkamp fertiggestellt, der eine Teilfläche des Botanischen Gartens überbaute.
Von Juli 2011 bis September 2014 dauerte eine Grundsanierung unter Beibehaltung des Erscheinungsbildes und technische Modernisierung des Gebäudeensembles am Dienstsitz Schlossbezirk. Die Kosten betrugen 55 Millionen Euro. Die beiden Senate, die wissenschaftlichen Mitarbeiter und das Funktionspersonal des Gerichts (zusammen ca. 120 Mitarbeiter) zogen für diesen Zeitraum in drei ehemalige Stabsgebäude des Kommandos der 1. Luftwaffendivision der Bundeswehr um. Den nach dem Karlsruher Stadtteil Waldstadt benannten temporären Dienstsitz in der General-Kammhuber-Kaserne gestalteten die Stuttgarter Architekten Lederer+Ragnarsdóttir+Oei und das Staatliche Hochbauamt Baden-Baden. Das Verwaltungspersonal verblieb überwiegend am Stammsitz.

## Richter

### Allgemeines
Die Richter des Bundesverfassungsgerichts gelten als namhafte Persönlichkeiten, auch weil dies als gesellschaftliche und moralische Bedingung vorausgesetzt wird; sie zeichnen sich durch besondere Kenntnisse und Erfahrungen im öffentlichen Recht aus. Die Amtsbezeichnung der Richter, die nicht Präsident oder Vizepräsident sind, lautet Richter des Bundesverfassungsgerichts bzw. Richterin des Bundesverfassungsgerichts. Die Bezeichnung „Richter am Bundesverfassungsgericht“ (analog zu den Amtsbezeichnungen der Richter an anderen Gerichten gemäß § 19a DRiG) ist durch den Gesetzgeber ausdrücklich ausgeschlossen worden (§ 120a DRiG). Soweit das Bundesverfassungsgerichtsgesetz an drei Stellen die Bezeichnung „Richter am Bundesverfassungsgericht“ verwendet, ist damit lediglich die Zugehörigkeit zum Gericht gemeint. Insoweit ist von einem Redaktionsversehen des Gesetzgebers auszugehen. In der Fachliteratur wird daneben auch die kürzere Bezeichnung „Bundesverfassungsrichter“ verwendet.
Gemäß Art. 93 GG besteht eine Altersgrenze von 68 Jahren für die Richter. Mit Ablauf des Monats, in dem der Richter 68 Jahre alt wird, endet seine Amtszeit, wobei er allerdings das Amt noch weiterführt, bis ein Nachfolger ernannt ist. Nach § 105 BVerfGG kann das Plenum bei dauerhafter Dienstunfähigkeit eines Richters den Bundespräsidenten ermächtigen, diesen in den Ruhestand zu versetzen.
Die Amtszeit der Richter beträgt zwölf Jahre, eine anschließende oder spätere Wiederwahl ist nicht zulässig. Diese 1970 in Kraft getretene Regelung soll ihre persönliche Unabhängigkeit stärken.
Präsident und Vizepräsident des Bundesverfassungsgerichts werden nach § 9 BVerfGG abwechselnd von Bundestag und Bundesrat bestimmt sowie nach § 10 BVerfGG vom Bundespräsidenten ernannt. Nach § 15 Absatz 1 Satz 1 BVerfGG sind sie auch die Senatsvorsitzenden. Die Vertretung übernimmt der dienstälteste anwesende Richter bzw. bei gleichem Dienstalter der lebensälteste anwesende Richter eines Senats (§ 15 Absatz 1 Satz 2 BVerfGG). Es ist es üblich, nach Ausscheiden eines Präsidenten aus dem Amt den Vizepräsidenten zu seinem Nachfolger zu bestimmen.
Der Präsident ist Dienstvorgesetzter der Beamten des Gerichts. Das Gericht unterliegt als Verfassungsorgan keiner Dienstaufsicht.

### Wahl der Richter
Rechtsgrundlagen für die Wahl sind Art. 93 GG, in dem die Wahl durch Bundestag und Bundesrat festgeschrieben ist, sowie die §§ 2–11 BVerfGG, welche ausführende Bestimmungen enthalten. Die eine Hälfte der Mitglieder des Bundesverfassungsgerichts wird vom Bundestag gewählt, die andere Hälfte vom Bundesrat. In jedem Senat werden acht Richter gewählt.

#### Wählbarkeit
Nach § 3 BVerfGG ist jeder wählbar, der mindestens 40 Jahre alt ist und nach dem Deutschen Richtergesetz die Befähigung zum Richteramt besitzt (2. Juristisches Staatsexamen oder Professor der Rechte an einer deutschen Universität – dem gleichgestellt ist der Abschluss eines Diplomjuristen nach damaligem DDR-Recht). Er muss zum Deutschen Bundestag wählbar sein und darf weder dem Bundestag, dem Bundesrat, der Bundesregierung noch entsprechenden Organen eines Landes angehören. Er kann zwar zum Zeitpunkt der Wahl zum Bundesverfassungsrichter den vorgenannten Organen angehören, scheidet jedoch mit der Ernennung zum Bundesverfassungsrichter aus den vorgenannten Organen aus. Eine Wiederwahl ist gemäß Art. 93 GG ausgeschlossen. Vor der Wahl muss der Kandidat schriftlich seine Bereitschaft zur Kandidatur anzeigen. § 3 Absatz 4 Satz 1 BVerfGG bestimmt, dass die Ausübung des Richteramtes im Mittelpunkt der Tätigkeit eines Richters des Bundesverfassungsgerichts steht, Tätigkeiten beruflicher oder anderer Art neben dem Richteramt jedoch grundsätzlich nur als Lehrer des Rechts an einer deutschen Hochschule zulässig sind.
Das Bundesministerium der Justiz ist beauftragt, eine Liste der Bundesrichter, die die nötigen Qualifikationen besitzen, zu führen. Ebenso ist eine Liste der Kandidaten zu führen, die durch die Bundesregierung, eine Landesregierung oder eine Fraktion des Bundestages für die Wahl vorgeschlagen wurden und die nötigen Qualifikationen besitzen. Die Listen sind eine Woche vor einer Wahl den Präsidenten von Bundestag und Bundesrat zuzuleiten.

#### Vorgaben und Fristen
§ 2 Abs. 3 BVerfGG sieht vor, dass jedem Senat drei Richter angehören müssen, die wenigstens drei Jahre an einem der obersten Gerichtshöfe des Bundes tätig gewesen sind. Die übrigen fünf Richter müssen diese Vorgabe nicht erfüllen. Bundestag und Bundesrat wählen je die Hälfte, also jeweils vier Richter, in die beiden Senate. Von den jeweils drei zu berufenden Richtern mit wenigstens dreijähriger Tätigkeit an den obersten Gerichtshöfen des Bundes werden einer von dem einen, zwei von dem anderen Wahlorgan, von den übrigen jeweils fünf Richtern drei von dem einen, zwei von dem anderen Wahlorgan in die Senate gewählt. Das Bundesorgan, das den scheidenden Amtsinhaber gewählt hat, ist auch für die Wahl seines Nachfolgers zuständig. Bei vorzeitigem Ausscheiden eines Richters ist sein Nachfolger von dem Wahlorgan zu wählen, das den ausgeschiedenen Richter gewählt hat.
Für die Wahl sind nach § 5 Abs. 2 und 3 BVerfGG folgende Fristen zu beachten:
- Die Wahl eines Nachfolgers für einen ausscheidenden Richter erfolgt frühestens drei Monate vor Ende der Amtszeit.
- Ist das Amt vakant (z. B. durch sofortigen Rücktritt, Dienstunfähigkeit oder Tod), so erfolgt die Wahl spätestens nach einem Monat.

Die Maßgabe, dass bei Auflösung des Bundestages die Wahl spätestens einen Monat nach Zusammentritt des neuen Bundestages stattfindet, findet nach § 5 BVerfGG Anwendung. Auch bei vorgezogenen Neuwahlen endet die Legislaturperiode erst mit Zusammentritt des neuen Bundestages. Eine Auflösung im Sinne des § 5 Abs. 2 BVerfGG findet nicht statt.
Ist zwei Monate nach Ende der Amtszeit noch keine Wahl erfolgt, so hat je nach Zuständigkeit der Präsident des Bundesrates oder das älteste Mitglied des Wahlausschusses des Deutschen Bundestages das Plenum des Bundesverfassungsgerichtes aufzufordern, unverzüglich Vorschläge zu unterbreiten. Dabei muss das Plenum bei einer zu besetzenden Position drei Vorschläge unterbreiten, bei mehreren Positionen doppelt so viele Vorschläge wie Positionen frei sind (also bei zwei offenen Positionen vier Vorschläge, bei drei sechs usw.). Bundestag und Bundesrat haben das Recht, eine nicht auf der Liste vorgeschlagene Person zu wählen. Erfolgt die Wahl nicht innerhalb von drei Monaten nach dem Vorschlag des Bundesverfassungsgerichts, kann das andere Wahlorgan für das ursprünglich zuständige Verfassungsorgan einen Richter wählen.

#### Wahl im Bundesrat
Im Bundesrat werden die Richter seit Bildung des Gerichtes durch das Plenum gewählt. Grundlage ist hierbei in der Regel ein durch die Ministerpräsidenten eingebrachter Antrag. Zur Annahme des Antrags und somit zur Wahl des Vorgeschlagenen muss dieser eine Zweidrittelmehrheit der Stimmen des Bundesrates, also 46 von 69 Stimmen, auf sich vereinigen.

#### Wahl im Bundestag
Seit Überarbeitung des Wahlverfahrens zum 30. Juni 2015 (BGBl. I S. 973) erfolgt die Wahl der Richter durch das Plenum des Deutschen Bundestages mit verdeckten Stimmkarten ohne Aussprache. Zur Wahl hat der Kandidat eine Zweidrittelmehrheit der abgegebenen Stimmen auf sich zu vereinigen, diese muss jedoch mindestens die Mehrheit der gesetzlichen Mitglieder des Bundestages betragen. Zur Vorbereitung der Wahl setzt der Bundestag einen zwölf Mitglieder umfassenden Wahlausschuss ein, der vom ältesten Mitglied einberufen und geleitet wird. Die Mitglieder dieses Ausschusses werden nach dem d’Hondt’schen Höchstzahlverfahren aufgrund von Vorschlagslisten gewählt. Der Ausschuss berät vertraulich – die Mitglieder sind zur Verschwiegenheit verpflichtet – und beschließt mit mindestens acht von zwölf Stimmen, dem Bundestag einen Wahlvorschlag zu unterbreiten. Dieses Verfahren soll gewährleisten, dass nur Kandidaten mit hinreichender Unterstützung dem Plenum zur Wahl vorgelegt werden.
Vor der Überarbeitung des Wahlverfahrens war der Wahlausschuss direkt für die verbindliche Wahl zuständig, die Wahl wurde also nicht durch das Plenum durchgeführt. Das Bundesverfassungsgericht hat dieses Vorgehen zwar für mit dem Grundgesetz vereinbar erklärt, kritisiert wurde jedoch vornehmlich die fehlende Transparenz im Verfahren.

#### Verteilungsschlüssel aufgrund politischer Absprache
Weder das Grundgesetz noch das Bundesverfassungsgerichtsgesetz geben ein politisches Verteilungsergebnis vor.
Aufgrund einer politischen Absprache zwischen den maßgeblichen Parteien wurde bis zum Jahr 2016 das Vorschlagsrecht in Bundesrat und Bundestag weitestgehend abwechselnd durch die CDU/CSU und die SPD bestimmt. 2016 vereinbarte man eine Vorschlagsabfolge unter Einbeziehung der Grünen, 2018 dann einen 3-3-1-1-Verteilungsschlüssel unter Einbeziehung der FDP, nachdem diese wieder in den Bundestag eingezogen war: In jedem Senat sollen jeweils drei der acht Richter durch die Union und die SPD und jeweils einer durch die Grünen und die FDP vorgeschlagen werden.

#### Ernennung und Vereidigung
Die Ernennung erfolgt nach § 10 BVerfGG durch den Bundespräsidenten. Bei der Ernennung leistet der Gewählte folgenden in § 11 BVerfGG vorgesehenen Eid: „Ich schwöre, daß ich als gerechter Richter [bzw. gerechte Richterin] allezeit das Grundgesetz der Bundesrepublik Deutschland getreulich wahren und meine richterlichen Pflichten gegenüber jedermann gewissenhaft erfüllen werde. So wahr mir Gott helfe.“ Die religiöse Beteuerung kann sowohl durch eine andere, gesetzlich gestattete Beteuerung ersetzt als auch weggelassen werden.

### Senate
Das Bundesverfassungsgericht besteht aus zwei Senaten (§ 2 Abs. 1 BVerfGG). Die Zuständigkeiten der beiden Senate sind grundsätzlich in § 14 BVerfGG festgelegt. Demnach hat (vereinfacht gesagt) der Erste Senat die Zuständigkeit für Normenkontrollen, in denen es im Kern um die Vereinbarkeit einer Vorschrift mit Grundrechten geht, und für Verfassungsbeschwerden. Der Zweite Senat hat insbesondere die Zuständigkeit für Kompetenzstreitigkeiten zwischen Bund und Ländern sowie der Verfassungsorgane untereinander. Der Erste Senat sollte demnach in erster Linie ein „Grundrechtssenat“ sein, der Zweite Senat die Funktion eines „Staatsgerichtshofs“ erfüllen.
Vom Gesetzgeber nicht vorhergesehen war, dass im dem Ersten Senat zugewiesenen Bereich erheblich mehr Verfahren anfielen als im Bereich des Zweiten Senats. Bereits im Jahr 1956 übertrug als Reaktion darauf eine Änderung des BVerfGG dem Zweiten Senat einzelne Kompetenzfelder, die es zunächst dem Ersten Senat zugewiesen hatte. Darüber hinaus wurde § 14 ein neuer vierter Absatz hinzugefügt, wonach das Bundesverfassungsgericht künftig selbst per Plenarbeschluss die Zuständigkeit seiner Senate neu zuschneiden darf. Davon hat es seither wiederholt Gebrauch gemacht. Ob ein bestimmtes anhängiges Verfahren vom Ersten oder vom Zweiten Senat entschieden wird, lässt sich seither nicht mehr nur nach dem Wortlaut des BVerfGG bestimmen. Es muss daneben auch der jeweils aktuelle Plenarbeschluss konsultiert werden, der im Bundesgesetzblatt bekanntgemacht wird und jeweils ab Beginn des auf das Datum des Beschlusses folgenden Kalenderjahres gilt.
Die Senate sind inzwischen beide zuständig für bestimmte Verfassungsbeschwerden (mit Ausnahme von Verfassungsbeschwerden von Gemeinden und solchen aus dem Bereich des Wahlrechts) sowie Normenkontrollverfahren, in denen überwiegend die Verletzung von Grundrechten geltend gemacht wird. Eine klare Differenzierung in einen „Grundrechts-“ und einen „Staatsrechtssenat“ gibt es also nicht mehr.
Beabsichtigt ein Senat, eine von der Rechtsauffassung des anderen Senats abweichende Entscheidung zu fällen, entscheidet das Plenum des Bundesverfassungsgerichts.

#### Erster Senat
| Name                                                 | Beginn der Amtszeit | Ende der Amtszeit | nominiert von | gewählt von | Nachfolger von       |
| ---------------------------------------------------- | ------------------- | ----------------- | ------------- | ----------- | -------------------- |
| Stephan Harbarth (* 1971) (Präsident seit Juni 2020) | 30. Nov. 2018       | 29. Nov. 2030     | CDU/CSU       | Bundestag   | Ferdinand Kirchhof   |
| Yvonne Ott (* 1963)                                  | 8. Nov. 2016        | 7. Nov. 2028      | SPD           | Bundesrat   | Reinhard Gaier       |
| Josef Christ (* 1956)                                | 1. Dez. 2017        | 30. Nov. 2024     | CDU/CSU       | Bundestag   | Wilhelm Schluckebier |
| Henning Radtke (* 1962)                              | 16. Juli 2018       | 31. Mai 2030      | CDU/CSU       | Bundesrat   | Michael Eichberger   |
| Ines Härtel (* 1972)                                 | 10. Juli 2020       | 9. Juli 2032      | SPD           | Bundesrat   | Johannes Masing      |
| Heinrich Amadeus Wolff (* 1965)                      | 3. Juni 2022        | 30. Juni 2033     | FDP           | Bundestag   | Andreas Paulus       |
| Martin Eifert (* 1965)                               | 20. Feb. 2023       | 31. März 2033     | Grüne         | Bundestag   | Susanne Baer         |
| Miriam Meßling (* 1973)                              | 17. Apr. 2023       | 16. Apr. 2035     | SPD           | Bundesrat   | Gabriele Britz       |

Die Amtszeit von Josef Christ ist abgelaufen. Er bleibt geschäftsführend im Amt, bis ein Nachfolger gewählt ist.
| Kammer    | 1. Richter | 2. Richter | 3. Richter |
| --------- | ---------- | ---------- | ---------- |
| 1. Kammer | Harbarth   | Ott        | Härtel     |
| 2. Kammer | Eifert     | Christ     | Wolff      |
| 3. Kammer | Meßling    | Christ     | Radtke     |

#### Zweiter Senat
| Name                                                  | Beginn der Amtszeit | Ende der Amtszeit | nominiert von | gewählt von | Nachfolger von       |
| ----------------------------------------------------- | ------------------- | ----------------- | ------------- | ----------- | -------------------- |
| Doris König (* 1957) (Vizepräsidentin seit Juni 2020) | 2. Juni 2014        | 30. Juni 2025     | SPD           | Bundestag   | Gertrude Lübbe-Wolff |
| Ulrich Maidowski (* 1958)                             | 15. Juli 2014       | 14. Juli 2026     | SPD           | Bundestag   | Michael Gerhardt     |
| Christine Langenfeld (* 1962)                         | 20. Juli 2016       | 19. Juli 2028     | CDU/CSU       | Bundesrat   | Herbert Landau       |
| Astrid Wallrabenstein (* 1969)                        | 22. Juni 2020       | 21. Juni 2032     | Grüne         | Bundesrat   | Andreas Voßkuhle     |
| Rhona Fetzer (* 1963)                                 | 11. Jan. 2023       | 30. Sep. 2031     | SPD           | Bundestag   | Monika Hermanns      |
| Thomas Offenloch (* 1972)                             | 11. Jan. 2023       | 10. Jan. 2035     | FDP           | Bundestag   | Peter M. Huber       |
| Peter Frank (* 1968)                                  | 21. Dez. 2023       | 20. Dez. 2035     | CDU/CSU       | Bundesrat   | Peter Müller         |
| Holger Wöckel (* 1976)                                | 21. Dez. 2023       | 20. Dez. 2035     | CDU/CSU       | Bundesrat   | Sibylle Kessal-Wulf  |

Die Amtszeit von Doris König ist abgelaufen. Sie bleibt geschäftsführend im Amt, bis ein Nachfolger gewählt ist. Ulrich Maidowski möchte im September 2025 vorzeitig in den Ruhestand gehen.
| Kammer    | 1. Richter | 2. Richter     | 3. Richter |
| --------- | ---------- | -------------- | ---------- |
| 1. Kammer | König      | Maidowski      | Offenloch  |
| 2. Kammer | Frank      | Langenfeld     | Fetzer     |
| 3. Kammer | Wöckel     | Wallrabenstein | Offenloch  |

### Präsidenten und Vizepräsidenten
Der Präsident und der Vizepräsident werden vom Bundestag und vom Bundesrat im Wechsel mit Zweidrittelmehrheit gewählt, wobei der Vizepräsident stets aus dem Senat zu wählen ist, dem der Präsident nicht angehört (§ 9 BVerfGG). Präsident und Vizepräsident führen in ihrem Senat den Vorsitz. Bei der ersten Wahl wählte der Bundestag den Präsidenten, der Bundesrat den Vizepräsidenten, der vom Bundespräsidenten ernannt wird.
Der Präsident des Bundesverfassungsgerichts steht nach den diplomatischen protokollarischen Gepflogenheiten nach dem Bundespräsidenten, dem Präsidenten des Bundestages, dem Bundeskanzler und dem Präsidenten des Bundesrates an fünfter Stelle im Staat.

#### Präsidenten des Bundesverfassungsgerichts
| Nr. | Name                   | Lebensdaten | Beginn der Amtszeit | Ende der Amtszeit | Wahlorgan |
| --- | ---------------------- | ----------- | ------------------- | ----------------- | --------- |
| 1   | Hermann Höpker-Aschoff | 1883–1954   | 7. September 1951   | 15. Januar 1954   | Bundestag |
| 2   | Josef Wintrich         | 1891–1958   | 23. März 1954       | 19. Oktober 1958  |           |
| 3   | Gebhard Müller         | 1900–1990   | 8. Januar 1959      | 8. Dezember 1971  |           |
| 4   | Ernst Benda            | 1925–2009   | 8. Dezember 1971    | 20. Dezember 1983 |           |
| 5   | Wolfgang Zeidler       | 1924–1987   | 20. Dezember 1983   | 16. November 1987 |           |
| 6   | Roman Herzog           | 1934–2017   | 16. November 1987   | 30. Juni 1994     | Bundesrat |
| 7   | Jutta Limbach          | 1934–2016   | 14. September 1994  | 10. April 2002    | Bundestag |
| 8   | Hans-Jürgen Papier     | * 1943      | 10. April 2002      | 16. März 2010     | Bundesrat |
| 9   | Andreas Voßkuhle       | * 1963      | 16. März 2010       | 22. Juni 2020     | Bundestag |
| 10  | Stephan Harbarth       | * 1971      | 22. Juni 2020       |                   | Bundesrat |

#### Vizepräsidenten des Bundesverfassungsgerichts
| Nr. | Name                       | Lebensdaten | Beginn der Amtszeit | Ende der Amtszeit  | Wahlorgan |
| --- | -------------------------- | ----------- | ------------------- | ------------------ | --------- |
| 1   | Rudolf Katz                | 1895–1961   | 7. September 1951   | 23. Juli 1961      | Bundesrat |
| 2   | Friedrich Wilhelm Wagner   | 1894–1971   | 19. Dezember 1961   | 18. Oktober 1967   |           |
| 3   | Walter Seuffert            | 1907–1989   | 18. Oktober 1967    | 7. November 1975   |           |
| 4   | Wolfgang Zeidler           | 1924–1987   | 7. November 1975    | 20. Dezember 1983  |           |
| 5   | Roman Herzog               | 1934–2017   | 20. Dezember 1983   | 16. November 1987  |           |
| 6   | Ernst Gottfried Mahrenholz | 1929–2021   | 16. November 1987   | 24. März 1994      | Bundesrat |
| 7   | Jutta Limbach              | 1934–2016   | 24. März 1994       | 14. September 1994 | Bundestag |
| 8   | Johann Friedrich Henschel  | 1931–2007   | 29. September 1994  | 13. Oktober 1995   | Bundesrat |
| 9   | Otto Seidl                 | 1931–2022   | 13. Oktober 1995    | 27. Februar 1998   | Bundestag |
| 10  | Hans-Jürgen Papier         | * 1943      | 27. Februar 1998    | 10. April 2002     | Bundesrat |
| 11  | Winfried Hassemer          | 1940–2014   | 10. April 2002      | 7. Mai 2008        | Bundestag |
| 12  | Andreas Voßkuhle           | * 1963      | 7. Mai 2008         | 16. März 2010      | Bundesrat |
| 13  | Ferdinand Kirchhof         | * 1950      | 16. März 2010       | 30. November 2018  | Bundestag |
| 14  | Stephan Harbarth           | * 1971      | 30. November 2018   | 22. Juni 2020      | Bundesrat |
| 15  | Doris König                | * 1957      | 22. Juni 2020       |                    | Bundestag |

### Frauenanteil des Bundesverfassungsgerichts

Nach dem Stand von Dezember 2023 sind insgesamt sieben Frauen mit den Richterinnen Ines Härtel, Miriam Meßling und Yvonne Ott im Ersten Senat sowie Rhona Fetzer, Doris König, Christine Langenfeld und Astrid Wallrabenstein im Zweiten Senat und damit zu einem Anteil von 43,75 Prozent der insgesamt 16 Verfassungsrichter vertreten. Von 2020 bis 2023 waren insgesamt neun Frauen am Bundesverfassungsgericht vertreten (56 Prozent der Richter). Dies stellte den historisch höchsten Frauenanteil dieses Gerichts dar. Seit seiner Gründung 1951 wurden 22 Frauen zu Richterinnen des Bundesverfassungsgerichts berufen.
In seiner Entwicklung war der Frauenanteil am gesamten Bundesverfassungsgericht lange Zeit kaum verschieden von dem im Deutschen Bundestag seit 1949, der die Hälfte der Bundesverfassungsrichter wählt. Bis Mitte der 1980er Jahre lag die Frauenbeteiligung in beiden Gremien unter 10 Prozent und stieg dann bis in die 90er Jahre zügig auf knapp ein Drittel ihrer jeweiligen Mitglieder an. Während sich der Frauenanteil unter den rund 600 Bundestagsabgeordneten bis heute auf diesem Niveau bewegt, fiel er im Bundesverfassungsgericht nach 2006 durch die ausbleibende Berufung weiblicher Nachfolger zweier Richterinnen zwischenzeitlich auf knapp 20 Prozent.
Einzeln betrachtet entwickelten sich Erster und Zweiter Senat, die in ihrer Arbeit getrennte Gremien sind, in ihrer Frauenbeteiligung sehr unterschiedlich. Während im Ersten Senat von der Gründung des Gerichts an eine Richterin vertreten war, arbeitete im Zweiten Senat bis zur Berufung von Karin Graßhof 1986 keine Frau. Seit dem Amtsantritt von Jutta Limbach 1994, die vom Bundestag wenig später zur Präsidentin des Gerichts gewählt wurde, bis zum Dezember 2011 war der Zweite Senat durchgängig mit genau zwei Frauen besetzt.
Im Jahr 1994, in dem der Bundestag auch das Staatsziel der Hinwirkung auf die Gleichberechtigung von Männern und Frauen als Verfassungszusatz festschrieb, wurde im Ersten Senat durch die Berufung zweier Verfassungsrichterinnen auf vorher mit Männern besetzte Stellen der Anteil der hier tätigen Frauen verdreifacht. Mit nunmehr drei Richterinnen (37,5 Prozent) war der Erste Senat bereits von 1994 bis 2004 lediglich eine Richterstelle entfernt von einer ausgeglichenen Zusammensetzung aus Männern und Frauen. Nach 2006 fiel hier der Frauenanteil auf die bereits von 1951 bis 1994 bestehende Beteiligung von lediglich einer Richterin zurück, was zu Kritik führte und dem Gremium aufgrund des Zahlenverhältnisses von einer Frau zu sieben Männern erneut den Namen „Schneewittchen-Senat“ eintrug. Von Februar 2011 an erhöhte sich mit der Berufung von Susanne Baer als Nachfolgerin von Brun-Otto Bryde und Gabriele Britz auf die seit der Gerichtsgründung weiblich besetzte Richterstelle der Frauenanteil auf nunmehr zwei Frauen im Ersten Senat. Im November 2016 trat Yvonne Ott die Nachfolge von Reinard Gaier im Ersten Senat an und brachte den dortigen Frauenanteil wieder auf das Niveau von 2004 (37,5 Prozent).
Im Dezember 2011 trat mit Sibylle Kessal-Wulf eine Frau die Nachfolge auf einer der beiden zur Neubesetzung anstehenden, bis dahin mit Männern besetzten Richterstellen an. Damit war der Zweite Senat erstmals mit drei Frauen besetzt (37,5 Prozent). Mit dem Amtsantritt von Christine Langenfeld im Juli 2016 bestand dieser Senat zum ersten Mal in seiner Geschichte zur Hälfte aus Frauen. Als Astrid Wallrabenstein im Juni 2020 die Nachfolge von Andreas Voßkuhle antrat, bestand der Senat aus fünf Frauen und drei Männern. Seit dem Amtsantritt von Holger Wöckel ist der Geschlechteranteil im Zweiten Senat wieder ausgeglichen. Im Dezember 2023 amtierten am BVerfG sieben Richterinnen und neun Richter.
Siehe auch Listen: Frauenbeteiligung in den Senaten seit 1951 und Frauenanteil in der Justiz

### Amtstracht

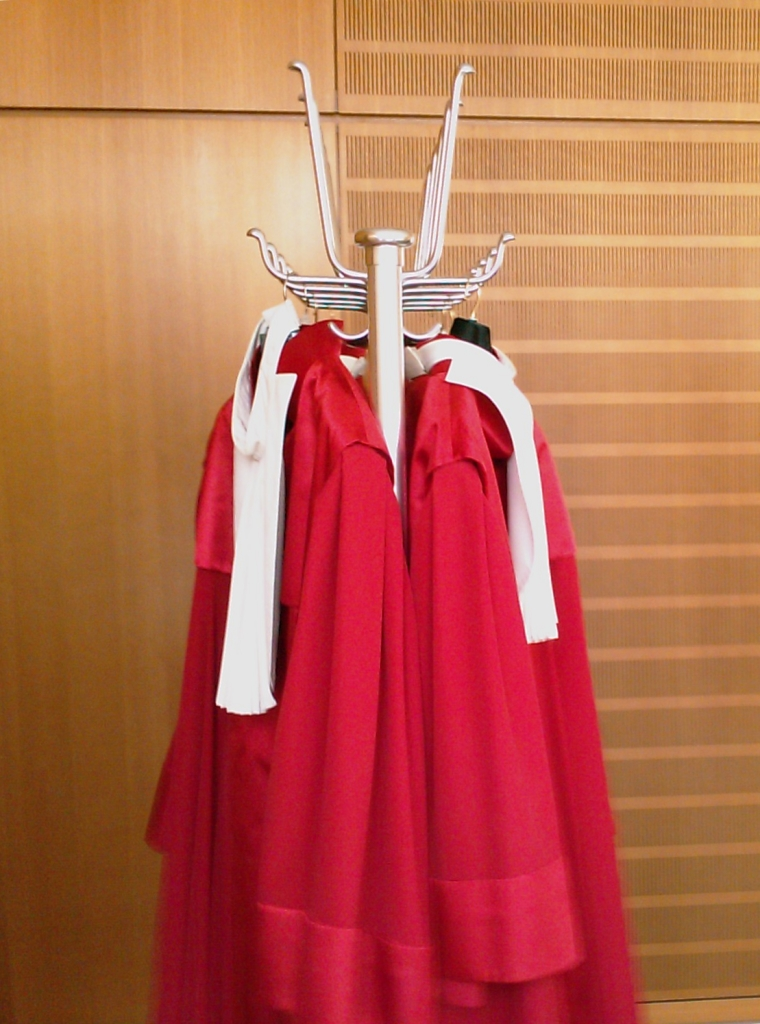
Roben der Richter des Bundesverfassungsgerichts

In der Öffentlichkeit sind die Richter nicht zuletzt durch die scharlachroten Roben mit weißem Jabot bekannt, deren Auffälligkeit und Einzigartigkeit die herausgehobene Stellung und die Unabhängigkeit des Gerichtes widerspiegeln soll. In ihrer jetzigen Gestalt werden die Roben seit 1961 getragen. Entworfen wurden sie von einem Kostümbildner des Badischen Staatstheaters. Als Vorbild für die Roben diente – nach Angaben des Gerichts – eine Richtertracht aus Satinstoff, die im 15. Jahrhundert in Florenz getragen wurde. Diese Herkunftsgeschichte ist allerdings unter Rechtshistorikern umstritten.
Die detailreichen Roben sind hauptsächlich aus Duchesse gefertigt und werden aufgrund ihrer Größe und Struktur von den Richtern mit Hilfe eines Justizbeamten angelegt. Der gesamte Robensatz wurde erst einmal, Mitte der 1990er-Jahre komplett ausgetauscht.

### Besoldung und Nebeneinkünfte
Die Richter werden nach den einschlägigen gesetzlichen Vorschriften besoldet. Danach erhält der Präsident Bezüge in Höhe der Ministerbezüge, der Vizepräsident sieben Sechstel der Bezüge eines Staatssekretärs des Bundes und die übrigen Richter Bezüge in Höhe der Besoldung des Präsidenten eines obersten Gerichtshofs des Bundes.
Daraus folgt, dass der Präsident das 1,333-fache der Bezüge der Besoldungsgruppe B 11, der Vizepräsident das 1,1667-fache der Bezüge der Besoldungsgruppe B 11 und die übrigen Richter Bezüge in Höhe der Besoldungsgruppe R 10 erhalten. Bei den Bundesverfassungsrichtern kommt dann noch eine Amtszulage hinzu, wie sie auch die Präsidenten der obersten Gerichtshöfe des Bundes erhalten. Diese beträgt 12,5 % des Grundgehalts.
Die genaue Höhe der Bezüge kann aufgrund des Familienstandes, Zahl der unterhaltsberechtigten Kinder usw. variieren. Sie steigt jedoch nicht mit dem Lebens- oder Dienstalter, da es sich bei den Besoldungsgruppen B 11 und R 10 um feste Besoldungsgruppen handelt. Bei ihnen erhöht sich das Grundgehalt nicht.
Richter des Bundesverfassungsgerichts, die vor ihrem Dienst Beamte oder Richter waren, treten nach Ende der Amtszeit als Bundesverfassungsrichter in den Ruhestand, es sei denn, ihnen wird ein anderes Amt zugewiesen. Das Ruhegehalt wird dann so berechnet, als sei ein Richter bis zum Ende seiner Tätigkeit als Bundesverfassungsrichter in seinem früheren Amt tätig gewesen. War der ehemalige Bundesverfassungsrichter zuvor nicht beim Bund als Richter oder Beamter tätig und entstehen seinem ehemaligen Dienstherren durch den Eintritt in den Ruhestand nach Ende der Amtszeit Kosten in Form von Ruhegehalt oder Ähnlichem, erstattet der Bund diese Kosten.
Punkt 9 der Verhaltensleitlinien lautet: „Die Richterinnen und Richter des Bundesverfassungsgerichts können für Vorträge, für die Mitwirkung an Veranstaltungen und für Publikationen eine Vergütung nur und nur insoweit entgegennehmen, als dies das Ansehen des Gerichts nicht beeinträchtigen und keine Zweifel an der Unabhängigkeit, Unparteilichkeit, Neutralität und Integrität seiner Mitglieder begründen kann. Dadurch erzielte Einkünfte legen sie offen. Die Übernahme der Kosten für Anreise, Unterkunft und Verpflegung durch den Veranstalter in angemessenem Umfang ist unbedenklich.“

### Entlassung
Die Bundesverfassungsrichter unterliegen nicht dem Bundesdisziplinargesetz, das für andere Richter eingeschränkt gilt. Abgesehen von der Entlassung kommen sonstige Disziplinarmaßnahmen (Verweis, Geldbuße, Gehaltskürzung, Versetzung in ein Amt mit geringerem Endgrundgehalt) gegen Bundesverfassungsrichter nicht in Betracht.
Die Entlassung aus disziplinarischen Gründen ist abschließend in § 105 BVerfGG geregelt. Danach kann ein Richter wegen eines entehrenden Verhaltens, einer groben Pflichtverletzung oder einer Verurteilung zu einer Freiheitsstrafe von mehr als sechs Monaten Dauer entlassen werden. Die Entlassung wird vom Plenum der Bundesverfassungsrichter mit einer Mehrheit von zwei Dritteln beschlossen und vom Bundespräsidenten ausgeführt. Mit der Entlassung verliert der Richter die Ansprüche aus seinem Amt. Auch bei minder schweren Delikten kann somit nur die Entlassung verfügt werden oder das Verhalten bleibt disziplinarrechtlich ungeahndet. Eine Abstufung, die für solche Fälle für Bundesrichter und Bundesbeamte im Disziplinarrecht vorgesehen ist, gibt es hier nicht.
Einem Bundesverfassungsrichter kann die Dienstausübung durch das Plenum vorläufig untersagt werden, wenn in einem Strafverfahren die Hauptverhandlung gegen ihn eröffnet oder ein Verfahren beschlossen wurde, das die Entfernung aus dem Dienst zum Ziel hat.

## Bindungswirkung und Gesetzeskraft
Die besondere Bedeutung des Bundesverfassungsgerichts kommt in Art. 94 Abs. 4 GG zum Ausdruck:

„Die Entscheidungen des Bundesverfassungsgerichts binden die Verfassungsorgane des Bundes und der Länder sowie alle Gerichte und Behörden. Ein Bundesgesetz bestimmt, in welchen Fällen seine Entscheidungen Gesetzeskraft haben.“

Das Bundesverfassungsgericht besitzt damit formal eine sehr umfassende Machtposition, es ist hinsichtlich der Beachtung und Vollstreckung seiner Entscheidungen allerdings auf die Mitwirkung der anderen Bundes- und Länderorgane angewiesen. Dies wurde 2018 deutlich, als sich die Stadt Wetzlar weigerte, einer durch das Gericht angeordneten einstweiligen Anordnung Folge zu leisten.
Die formelle Bindungswirkung einer Entscheidung besteht nur im konkreten Fall (inter partes). Es besteht keine inhaltliche Bindung für andere Gerichte an die ausgeurteilte Rechtsmeinung des Gerichts. Diese haben keine Gesetzeskraft. Die Rechtsmeinung des Bundesverfassungsgerichts ist aber eine Richtschnur für die untergeordneten Gerichte, die meist auch befolgt wird. Abweichungen sind recht selten. Jedes Gericht kann aber in einem anderen gleich oder ähnlich gelagerten Fall einer anderen juristischen Meinung folgen, wenn es dies für richtig hält.
In den in § 31 Abs. 2 BVerfGG genannten Fällen haben die Entscheidungen des Bundesverfassungsgerichts jedoch Gesetzeskraft und gelten für jedermann (inter omnes). Die Entscheidungsformeln werden dann im Bundesgesetzblatt verkündet. Es handelt sich dabei im Wesentlichen um Verfahren, in denen das Gericht feststellt, ob ein Gesetz mit der Verfassung vereinbar ist oder nicht (Normenkontrollen; Verfassungsinterpretation). Die Feststellung, dass ein Gesetz, das nach dem Inkrafttreten des Grundgesetzes verabschiedet wurde, verfassungswidrig ist, steht nur dem Bundesverfassungsgericht zu (§ 95 Abs. 3 Satz 1 bzw. Satz 2 BVerfGG; Normverwerfungskompetenz). Hält ein anderes Gericht ein Gesetz für verfassungswidrig, so hat es dies dem BVerfG gemäß Art. 100 GG vorzulegen, soweit dies entscheidungserheblich ist (konkrete Normenkontrolle).
Obwohl der Wortlaut des § 95 Abs. 3 Satz 1 bzw. Satz 2 BVerfGG eindeutig ist („Wird der Verfassungsbeschwerde gegen ein Gesetz stattgegeben, so ist das Gesetz für nichtig zu erklären“), spricht das Bundesverfassungsgericht in einigen Fällen statt einer Nichtigerklärung nur eine Unvereinbarerklärung aus und trägt dem Gesetzgeber eine Neuregelung der Gesetzesmaterie auf; das Gesetz bleibt vorübergehend anwendbar, wenn die sofortige Nichtanwendung von der Verfassungsmäßigkeit noch weiter entfernt wäre oder das Bundesverfassungsgericht aus Rücksichtnahme auf den Gestaltungsspielraum des Gesetzgebers keinen bestimmten anderen Rechtszustand herbeiführen will, wenn dem Gesetzgeber mehrere Möglichkeiten offen stehen, einen Verfassungsverstoß zu beseitigen.
Die Reichweite der Bindungswirkung einer Entscheidung für den Gesetzgeber wird auch unter dem Gesichtspunkt des sogenannten Normwiederholungsverbots diskutiert. Aufgeworfen wird dabei die Frage, ob der Gesetzgeber eine vom Bundesverfassungsgericht für nichtig erklärte Norm später erneut setzen darf oder ob ihm das benommen ist. Während der zweite Senat des Bundesverfassungsgerichts von 1951 bis 1985 von einem solchen strikten Verbot ausgegangen war, verneinte dies der erste Senat in Entscheidungen von 1987 bis 2000, forderte aber, dass sich die Umstände zwischenzeitlich geändert haben müssten, damit eine neue Begründungspflicht des Gerichts entstehe. In der Gesetzesbegründung zu dem im Dezember 2024 in Kraft getretenen Art. 94 Abs. 4 GG hieß es: „Ein striktes Normwiederholungsverbot für den Gesetzgeber ist damit weiterhin nicht verbunden.“

## Organisation und Spruchkörper

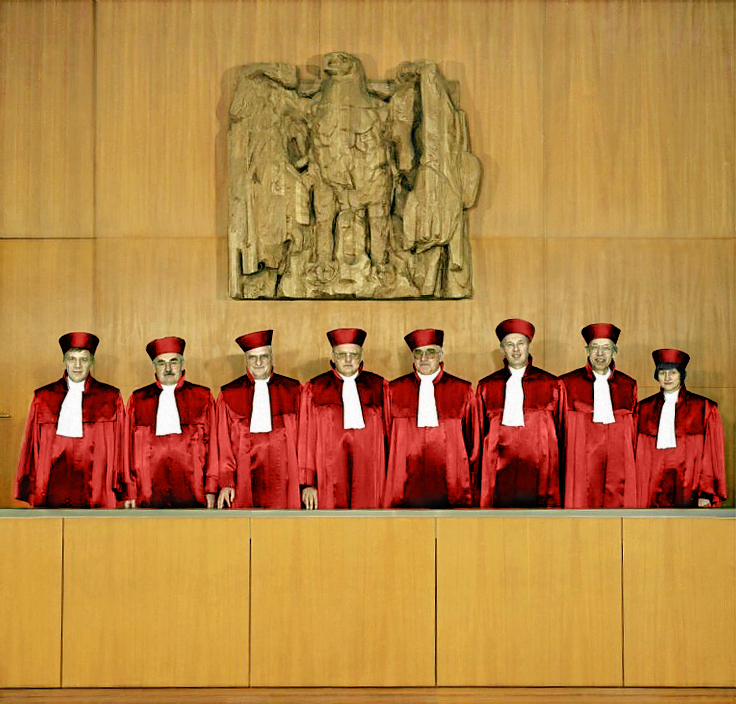
Erster Senat – Zusammensetzung bis 15. Juni 1989; v. li.: Alfred Söllner, Otto Seidl, Hermann Heußner, Roman Herzog, Johann Friedrich Henschel, Dieter Grimm, Thomas Dieterich, Helga Seibert – vor dem Adlerrelief aus dem Jahr 1969 von Hans Kindermann (retuschiertes Bild)

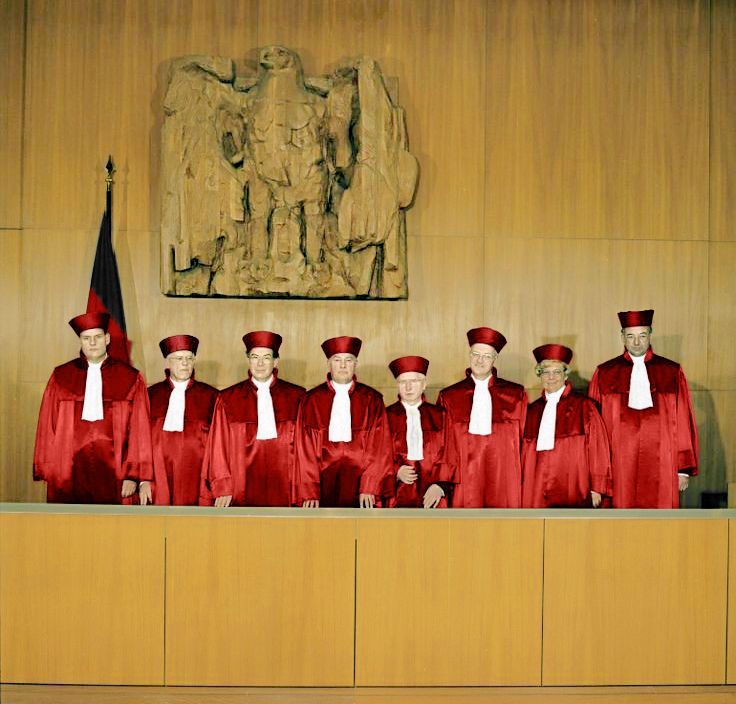
Zweiter Senat – Zusammensetzung bis 1. Dezember 1989; v. li.: Everhardt Franßen, Konrad Kruis, Ernst-Wolfgang Böckenförde, Ernst Gottfried Mahrenholz, Ernst Träger, Hans Hugo Klein, Karin Graßhof, Paul Kirchhof (retuschiertes Bild)

Das Gericht ist aufgeteilt in zwei Senate und sechs Kammern mit unterschiedlichen sachlichen Zuständigkeiten sowie einer zusätzlichen Beschwerdekammer. Diese Verteilung geschieht durch die Geschäftsordnung, die das Plenum des Bundesverfassungsgerichts selbst erlässt und ändern kann (§ 1 Abs. 3 BVerfGG). Zunehmend wird dabei der juristische Hintergrund und Schwerpunkt der Richter berücksichtigt. Vereinfachend lässt sich der Erste Senat als Grundrechtssenat und der Zweite Senat als Staatsrechtssenat klassifizieren: So ist der Erste Senat vor allem für Fragen der Auslegung der Art. 1 bis 17, 19, 20 Abs. 4, 33, 38, 101, 103 und 104 GG zuständig, während Organstreitigkeiten zwischen Verfassungsorganen oder Parteiverbotsverfahren eher vor den Zweiten Senat gelangten.
Jeder Senat war ursprünglich mit zwölf Richtern besetzt. Mit Wirkung zum Jahre 1963 wurde die Zahl der Richter auf acht gesenkt. Dies schließt den Präsidenten und den Vizepräsidenten des Bundesverfassungsgerichts ein, die jeweils einem der Senate vorsitzen. Die Richter der Senate werden bei ihrer Tätigkeit von der Verwaltung des Bundesverfassungsgerichtes, geleitet durch den Direktor beim Bundesverfassungsgerichtes im Auftrag des Präsidenten, von wissenschaftlichen Mitarbeitern und Präsidialräten unterstützt. Der Direktor beim Bundesverfassungsgericht wird nach der Besoldungsgruppe B 9 besoldet. Seit April 2011 hat Peter Weigl das Amt des Direktors inne.
Ein Senat ist beschlussfähig, wenn mindestens sechs Richter anwesend sind (§ 15 Absatz 2 Satz 1 BVerfGG). Eine Nachbesetzung bzw. ein Ersetzen von ausscheidenden Richtern während eines laufenden Verfahrens findet nicht statt. Sind so viele Richter während eines Verfahrens ausgeschieden, dass das Gericht nicht mehr beschlussfähig ist, muss die Verhandlung nach der Nachwahl neu aufgenommen werden. Im Falle einer fehlenden Beschlussfähigkeit eines Senats ordnet der Senatsvorsitzende bei einem besonders dringenden Verfahren gemäß § 15 Abs. 2 BVerfGG ein Losverfahren an, bis der Senat durch zugezogene Richter des anderen Senats seine Beschlussfähigkeit erlangt. Gemäß § 32 Abs. 7 BVerfGG kann eine einstweilige Anordnung im Falle der Beschlussunfähigkeit bei besonderer Dringlichkeit von drei Richtern durch einstimmigen Beschluss erlassen werden. Diese tritt nach einem Monat außer Kraft. Wird sie durch den Senat bestätigt, tritt sie sechs Monate nach ihrem Erlass außer Kraft. Durch mindestens zwei Drittel der Stimmen des Senats kann die einstweilige Anordnung um weitere sechs Monate verlängert werden (§ 32 Abs. 6 BVerfGG).
Wegen der geraden Anzahl der Richter in einem Senat sind Pattsituationen möglich (so genannte Vier-zu-vier-Entscheidung). In den meisten Verfahren obsiegt ein Antragsteller oder Beschwerdeführer, wenn mindestens fünf Richter seine Rechtsauffassung teilen. In einigen besonderen Verfahren, das heißt solchen, die besonders eingriffsintensiv sind, bedarf es indes einer qualifizierten Zweidrittelmehrheit; also der Mehrheit von zwei Dritteln der Mitglieder des Senats (d. h. sechs von acht Richtern).
Die Senate berufen innerhalb ihrer Geschäftsbereiche selbständig mehrere Kammern, die mit jeweils drei Richtern besetzt sind. Diese Kammern entscheiden bei Verfassungsbeschwerden, konkreten Normenkontrollen und Verfahren nach dem Untersuchungsausschussgesetz (PUAG) anstelle des Senats und entlasten ihn, soweit die zugrunde liegende Rechtsfrage vom Senat bereits entschieden ist. Zurzeit bestehen bei jedem Senat jeweils drei Kammern. Daher sind manche Richter in mehreren Kammern Mitglied. Neben diesen sechs Kammern wurde für die Geschäftsjahre 2016 und 2017 eine Beschwerdekammer gemäß § 97c Abs. 1 BVerfGG eingerichtet, die mit je zwei Richtern aus beiden Senaten besetzt ist.
Entscheidet der Senat nicht einstimmig, haben die unterlegenen Richter die Möglichkeit, einzeln oder gemeinsam der Entscheidung des Gerichtes ein Sondervotum beizufügen. Dieses wird dann gemeinsam mit der Entscheidung des Gerichts unter der Überschrift „Abweichende Meinung des Richters …“ veröffentlicht. Zur Vereinheitlichung seiner Rechtsprechung tritt das Gericht als Plenum zusammen, wenn ein Senat von der Rechtsprechung des anderen Senates abweichen will. Hierzu bedarf es eines Vorlagebeschlusses des abweichenden Senats. Das Plenum besteht aus allen Richtern, den Vorsitz führt der Präsident. Bisher wurde das Plenum nur fünfmal angerufen.
Seit 1996 unterhält das Gericht eine eigene Pressestelle, deren Sprecher durch den Präsidenten des Gerichts für eine Amtszeit von zwei bis drei Jahren ernannt wird. Anlass für die Gründung der Pressestelle waren Kommunikationsprobleme und ein damit einhergehender gesellschaftlicher Vertrauensverlust im Kontext der sehr kontrovers diskutierten Entscheidungen zu Soldaten sind Mörder (1994/95) sowie des Kruzifix-Beschlusses (1995). Bis dahin waren die Senate bzw. die jeweiligen Berichterstatter für die Außenkommunikation verantwortlich. Die Aufgaben der Pressestelle sind unter anderem das Veröffentlichen von Pressemitteilungen verschiedener Art (z. B. Zusammenfassungen von Entscheidungen (ungefähr 100 pro Jahr), Bekanntmachungen von mündlichen Verhandlungen, Geburtstage, Besuche), die Organisation der jährlichen Pressekonferenz sowie das Veröffentlichen aller wesentlicher Entscheidungen auf der Internetseite des Gerichts. Das Bundesverfassungsgericht ging in Bezug auf Kommunikation und Bürgernähe anlässlich seines 70. Geburtstags neue Wege und bot ab dem 18. August 2021 Informationen auch über das soziale Netzwerk Instagram an. Der Instagram-Account wurde überraschend unter Berufung auf eine beendete, zuvor nicht erwähnte Testphase am 31. Dezember 2021 abgeschaltet.

## Zuständigkeiten und Verfahrensarten
Das Bundesverfassungsgericht ist zur Streitentscheidung nur zuständig, wenn sich dies aus dem Grundgesetz oder § 13 BVerfGG ergibt (sogenanntes Enumerativprinzip). Wie jedes andere Gericht kann es nicht von sich aus aktiv werden, sondern muss angerufen werden. Neben seinen Aufgaben auf Bundesebene kann es eine Zuständigkeit bei Verfassungsstreitigkeiten um die Auslegung von Landesverfassungen geben, wenn dies die Verfassung eines Bundeslandes vorsieht. Ein Beispiel hierfür war das Land Schleswig-Holstein (Art. 44 LVerf Schl.-H. alter Fassung), welches aber 2008 als letztes Bundesland ebenfalls ein eigenes Landesverfassungsgericht errichtet hat, das seitdem diese Aufgabe erfüllt.
Nicht zuständig ist das Bundesverfassungsgericht jedoch bei Streitigkeiten, die die Europäische Union oder ihre Verträge berühren. In diesem Fall ist der Europäische Gerichtshof (EuGH) zuständig. Allerdings entscheidet das Bundesverfassungsgericht dann über Fragen im Zusammenhang mit Europarecht, wenn diese die Auslegung der deutschen Verfassung betreffen, wie etwa im bekannten Urteil Solange II.

### BvA: Verwirkung von Grundrechten
Wer die im Grundgesetz verbriefte Freiheit der Meinungsäußerung, insbesondere die Pressefreiheit (Artikel 5 Abs. 1), die Lehrfreiheit (Artikel 5 Abs. 3), die Versammlungsfreiheit (Artikel 8), die Vereinigungsfreiheit (Artikel 9), das Brief-, Post- und Fernmeldegeheimnis (Artikel 10), das Eigentum (Artikel 14) oder das Asylrecht (Artikel 16a) zum Kampfe gegen die freiheitliche demokratische Grundordnung missbraucht, verwirkt diese Grundrechte. Die Verwirkung und ihr Ausmaß werden durch das Bundesverfassungsgericht ausgesprochen. Antragsberechtigt sind der Bundestag, eine Landesregierung oder die Bundesregierung. In der Geschichte des Gerichts waren vier Verfahren anhängig, bei keinem wurde eine Grundrechtsverwirkung ausgesprochen.

### BvB: Parteiverbot
Parteiverbote sind Verfahren nach Art. 21 Abs. 2 GG, §§ 13 Nr. 2, 43 ff. BVerfGG. Antragsberechtigt sind Bundestag, Bundesrat und die Bundesregierung. Bisher wurden 1952 die SRP (Sozialistische Reichspartei) und 1956 die KPD verboten. Ein Verbotsverfahren gegen die NPD ist vom Gericht 2003 aus Verfahrensgründen eingestellt worden. Von 2013 bis 2017 lief ein weiteres NPD-Verbotsverfahren, wobei der zulässige Verbotsantrag abermals von den Richtern des Zweiten Senats zurückgewiesen wurde.

### BvC: Wahlprüfung
Das Gericht ist die zweite und letzte Instanz bei Einsprüchen gegen die Gültigkeit der Bundestags- und Europawahl (Wahl der Abgeordneten des Europäischen Parlaments aus der Bundesrepublik Deutschland). Die erste Instanz ist, als selbstverwaltetes Organ, der Bundestag selbst. Eine Wahlprüfungsbeschwerde können Mitglieder des Bundestages, der Bundesrat, die Bundesregierung oder wahlberechtigte Bürger selber (allein oder als Gruppe) erheben (§ 48 Abs. 1 BVerfGG). Es müsste hierzu durch Handeln oder Unterlassen während der Wahl ein Fehler aufgetreten sein, der sich auf die Sitzverteilung im Bundestag beziehungsweise im Europaparlament auswirkte.

### BvC: Klärung des Parteienstatus
Das Bundesverfassungsgericht entscheidet nach Art. 94 Abs. 1 Nr. 4c GG auch über Beschwerden von Vereinigungen gegen ihre Nichtanerkennung als politische Partei zur Bundestagswahl durch den Bundeswahlausschuss.

### BvD: Anklagen gegen den Bundespräsidenten
Antragsberechtigt für Präsidenten- oder Richteranklagen sind Bundestag und Bundesrat. Eine solche Anklage ist noch nie vorgekommen.

### BvE: Organstreitverfahren
Ein Organstreit ist ein Rechtsstreit zwischen staatlichen Organen (und mit eigenen Rechten ausgestatteter Teile dieser Organe) über die Auslegung des Grundgesetzes zu den Rechten und Pflichten, die sich aus dem besonderen verfassungsrechtlichen Status der Beteiligten ergeben, namentlich aus der Verfassung oder aus ihrer in Selbstverwaltung gegebenen Geschäftsordnung oder Satzung.
Notwendig ist hierzu die Beteiligtenfähigkeit von Antragsteller und Antragsgegner. Begründet ist das Organstreitverfahren, wenn der Antragsgegner einen Verfassungsverstoß begangen hat, der zur tatsächlichen Verletzung oder unmittelbaren Gefährdung der verfassungsrechtlichen Rechte oder Pflichten des Antragstellers geführt hat.

### BvF: Abstrakte Normenkontrolle
Gemäß Art. 94 Abs. 1 Nr. 2 GG und § 13 Abs. 1 Nr. 6 BVerfGG kann das Bundesverfassungsgericht auf Antrag der Bundesregierung, einer Landesregierung oder mindestens eines Viertels der Mitglieder des Bundestags im Wege der abstrakten Normenkontrolle tätig werden. Gegenstand ist die Meinungsverschiedenheit oder der Zweifel über die Vereinbarkeit von Bundes- oder Landesrecht mit dem Grundgesetz oder von Landesrecht mit sonstigem Bundesrecht. Liegt Unvereinbarkeit des nachrangigen mit vorrangigem Recht wegen formeller oder materieller Rechtswidrigkeit vor, ist das Kontrollverfahren begründet.
Vornehmlich ermöglicht es der Opposition, die Verfassungsmäßigkeit eines von der die Regierung stützenden Mehrheit beschlossenen Gesetzes oder völkerrechtlichen Vertrags prüfen zu lassen. Der Antrag kann von mindestens einem Viertel der Mitglieder des Bundestags gestellt werden. Die Opposition lag beispielsweise im 18. Deutschen Bundestag strukturell unter diesem Quorum. Die damalige SPD-Parlamentsgeschäftsführerin Christine Lambrecht sah in dem Normenkontrollantrag kein Minderheitenrecht, weshalb die Voraussetzungen nicht gesenkt wurden. Eine entsprechende Forderung der Opposition wies das Bundesverfassungsgericht im Mai 2016 zurück. Das Grundgesetz begründe weder explizit spezifische Oppositions(fraktions-)rechte, noch lasse sich ein Gebot der Schaffung solcher Rechte aus dem Grundgesetz ableiten, so die Begründung der Richter.

### BvG: Bund-Länder-Streit
Der Bund-Länder-Streit ist zulässig, wenn Meinungsverschiedenheiten über die Verletzung oder unmittelbare Gefährdung von verfassungsrechtlich begründeten Rechten und Pflichten oder Pflichten des Bundes oder eines Landes bestehen, beispielsweise in Fragen der Gesetzgebungskompetenz. Das Verfahren richtet sich nach Art. 94 Abs. 1 Nr. 3 GG, §§ 13 Nr. 7, 68 ff. BVerfGG. Beteiligungsfähig sind demnach die Bundes- beziehungsweise Landesregierung. Hat die vorgenommene oder unterlassene Maßnahme den Antragsteller in seinen Rechten und Pflichten verletzt, ist das Verfahren begründet. Eine komplexe Variante des Bund-Länder-Streits ist das Verfahren nach Art. 94 Abs. 2 GG. Es handelt sich hierbei um eine Feststellungsklage mit dem Ziel, die gesetzgeberische Ersetzungsbefugnis von Bundesländern nach Art. 72 Abs. 2 GG festzustellen, wenn der Bund nicht mit den Bundesländern kooperiert.

#### Formelle Anforderungen
Ausgestaltet ist das Verfahren ähnlich einer Feststellungsklage, jedoch ohne besondere Subsidiaritätserfordernisse hinsichtlich anderer Verfahren. Im Gegenteil, diese Verfahrensart ist vorrangig im Verhältnis zum Bund-Länder-Streit, da sie die speziellere ist.
Antragsberechtigt sind Inhaber des landesgesetzgeberischen Initiativrechts (Landesregierung oder Volksvertretung eines Landes) und der Bundesrat.

#### Materielle Anforderungen
Das Ziel des Verfahrens ähnelt dem § 894 ZPO, also ein Surrogat für die fehlende Willenserklärung des Bundes in Gesetzesform zu erwirken:
Art. 74 GG bestimmt die Bereiche für konkurrierende Gesetzgebung des Bundes. Manche davon sind jedoch mit dem Vorbehalt der Ersatzbefugnis zugunsten der Länder versehen, wenn eine Bundesgesetzgebung nicht erforderlich ist (Art. 72 Abs. 2 GG) oder den Kontinuitätsanforderungen nicht genügt, weiterhin als Bundesrecht erlassen werden zu können (Art. 125a Abs. 2 GG).
Sie ist erforderlich, wenn und soweit die Herstellung gleichwertiger Lebensverhältnisse im Bundesgebiet oder die Wahrung der Rechts- oder Wirtschaftseinheit im gesamtstaatlichen Interesse eine bundesgesetzliche Regelung gebieten. Besteht dieses Erfordernis nicht mehr, kann der Bund dies in einem Gesetz feststellen und Rechtssicherheit für Ersatzgesetze durch die Länder schaffen. Dies hat deklaratorische Wirkung für die Ersetzungsbefugnis – Art. 72 Abs. 3 GG. Tut er dies nicht und herrscht Streit über die Ersetzungsbefugnis der Landesgesetzgeber, kann auf Feststellung geklagt werden.
Die Feststellung ist ein Surrogat für eine deklaratorische Bundesregelung; sie hat Gesetzeskraft. Es handelt sich also um ein Kompetenz-Surrogat für das Surrogationsrecht.

### BvL: Konkrete Normenkontrolle
Ein Fachgericht, das ein bestimmtes entscheidungserhebliches Bundesgesetz für unvereinbar mit dem Grundgesetz oder ein Landesgesetz für unvereinbar mit einem Bundesgesetz hält, muss durch Beschluss das Verfahren der konkreten Normenkontrolle einleiten (Vorlageberechtigung Art. 100 Abs. 1 GG, § 80 Abs. 1 BVerfGG). Dadurch unterbricht es das eigene anhängige Verfahren und gibt den Fall zur inzidenten Prüfung an das Verfassungsgericht ab. Nur das Verfassungsgericht kann Gesetze für verfassungswidrig erklären und verfügt exklusiv über die Normverwerfungskompetenz im deutschen Rechtssystem (bei Unvereinbarkeit eines Gesetzes mit einer Landesverfassung ist das Gesetz dem nach Landesrecht zuständigen Gericht vorzulegen).
Nicht zulässig ist eine konkrete Normenkontrolle jedoch für vorkonstitutionelles Recht, also für Gesetze, die vor Inkrafttreten des Grundgesetzes verkündet worden sind. Ihre Anwendung können Fachgerichte und Behörden selbst verwerfen. Hierunter fallen jedoch nicht folgende Fälle:
- wesentliche Bestandteile des vorkonstitutionellen Gesetzes wurden nach Inkrafttreten des Grundgesetzes geändert oder
- Verweisung eines neuen Gesetzes zu einem vorkonstitutionellen Gesetz oder
- das neue Gesetz steht in einem engen sachlichen Zusammenhang zum vorkonstitutionellen Gesetz oder
- das vorkonstitutionelle Gesetz wurde neu verkündet.

Wenn es in einem gerichtlichen Verfahren auf die Gültigkeit einer Norm des Gemeinschaftsrechts ankommt, hat das Fachgericht zunächst die Vorabentscheidung des EuGH einzuholen. Wenn der EuGH ihre Gültigkeit bejaht, hat das deutsche Fachgericht aber gleichwohl eine Vorlage zum BVerfG als konkrete Normenkontrolle zu beschließen (entsprechende Anwendung von Art. 100 Abs. 1 GG), wenn es von der Ungültigkeit der EU-Norm
- wegen Verletzung des nach Art. 23 Abs. 1 S. 1 GG unabdingbaren grundrechtlichen Mindeststandards oder
- wegen Überschreitung der Gemeinschaftskompetenzen (Ausbrechen aus dem „Integrationsprogramm“ der Verträge)

überzeugt ist (→ Übersicht, Solange I, Solange II, Maastricht-Urteil).

### BvR: Verfassungsbeschwerde

#### Allgemeines
Gemäß Art. 94 Abs. 1 Nr. 4a GG, §§ 13 Nr. 8 a, 90, 92 ff. BVerfGG kann jeder, der sich in seinen Grundrechten durch staatliches Handeln verletzt sieht, eine Verfassungsbeschwerde beim Bundesverfassungsgericht einreichen (sogenannte Individualbeschwerde). Seine Beschwerdefähigkeit leitet sich aus Art. 19 Abs. 3 GG ab (sogenannte Grundrechtsfähigkeit). Für die Prozessfähigkeit gelten die allgemeinen Regeln der §§ 51 ZPO und 62 VwGO sowie der Grundrechtsmündigkeit.
Unter staatlichem Handeln ist jeder Akt der öffentlichen Gewalt zu verstehen, der in Rechtspositionen des Grundrechtsträgers eingreift. Darunter fallen alle Akte der vollziehenden Gewalt, Rechtsprechung und Gesetzgebung, mithin Gesetze, Verordnungen, Satzungen, Verwaltungsakte, Realakte, Urteile und Beschlüsse. Neben Handeln kann auch Unterlassen beschwerdeerheblich sein. Der sogenannte klassische Eingriffsbegriff, der bis 1992 maßgeblich war, definierte darunter einen Eingriff, der
- final und nicht nur unbeabsichtigte Folge staatlichen Handelns ist
- unmittelbar ist
- durch einen Rechtsakt mit imperativer Außenwirkung begründet ist.

Das moderne Eingriffsverständnis verzichtet auf die Merkmale des Rechtsaktes, der Unmittelbarkeit und der imperativen Außenwirkung und macht im Ergebnis fast jede Einwirkung des Staates überprüfbar.
Das Gericht ist jedoch keine Superrevisionsinstanz: Eine falsche Anwendung einfacher Gesetze durch Fachgerichte genügt nicht für eine zulässige Beschwerde, wenn diese Rechtspositionen nicht grundrechtlich geschützt sind (Hecksche Formel). Allerdings berührt jede Verletzung einfachen Rechts das Grundrecht auf Gleichheit, wenn die betreffende Auslegung willkürlich ist.
Auch juristische Personen können Verfassungsbeschwerde erheben. Dies gilt aber nur, sofern die Grundrechte ihrem Wesen nach auf juristische Personen Anwendung finden (Art. 19 Abs. 3 GG), etwa Berufsfreiheit (Art. 12 GG) oder Eigentum (Art. 14 GG). Juristische Personen des öffentlichen Rechts sind grundsätzlich nicht beschwerdebefugt (siehe Sasbach-Beschluss; Ausnahmen aber etwa bei der Rundfunkfreiheit (Art. 5 GG) möglich).
Gemeinden und Gemeindeverbände können gemäß Art. 94 Abs. 1 Nr. 4 b GG, §§ 13 Nr. 8 a, 91 BVerfGG eine Verfassungsbeschwerde mit der Begründung einreichen, sie seien in ihrem kommunalen Selbstverwaltungsrecht verletzt. In diesem Fall spricht man von „Kommunalverfassungsbeschwerden“ – nicht zu verwechseln mit dem sogenannten Kommunalverfassungsstreit, welcher ein innergemeindliches verwaltungsrechtliches Organstreitverfahren ist.

#### Zulässigkeit
Damit die Verfassungsbeschwerde zulässig ist, darf dem Beschwerdeführer kein anderes Rechtsmittel mehr offenstehen. Ausnahmen sind allenfalls dann zulässig, wenn dem Beschwerdeführer die Ausschöpfung des Rechtswegs nicht zumutbar ist und die wirksame Durchsetzung seiner Grundrechte sonst vereitelt werden würde, oder wenn die Entscheidung der Verfassungsbeschwerde von allgemeiner Bedeutung ist (§ 90 Abs. 2 Satz 2 BVerfGG).
Die Verfassungsbeschwerde ist die bei weitem häufigste Verfahrensart (etwa 96 Prozent aller Verfahren sind Verfassungsbeschwerden). Der größte Teil dieser Verfahren wird nicht durch die Senate, sondern durch eine Kammer entschieden, wenn sie bereits geklärte Rechtsfragen aufwerfen oder offensichtlich unbegründet oder begründet sind. Zum Teil kann das Gericht in solchen Fällen a limine entscheiden.
Eine „Bearbeitungsgarantie“ gibt es bei der Verfassungsbeschwerde nicht. Seit 1951 waren nur knapp 2,5 % aller Beschwerdeanträge erfolgreich; viele werden aus formalen Gründen nicht zur Entscheidung angenommen. Neben der Möglichkeit einer A-Limine-Abweisung wurde ab 1993 mit § 93d BVerfGG die Möglichkeit geschaffen, Verfassungsbeschwerden ohne Begründung nicht zur Entscheidung anzunehmen. Begründet wurde dies rechtspolitisch damit, dass Begründungen richterlicher Entscheidungen nur zum Anrufen weiterer Instanzen notwendig seien. Das Gericht gehöre nicht zum Instanzenzug. Von der Möglichkeit, eine Missbrauchsgebühr für das grundsätzlich gerichtsgebührenfreie Verfahren zu erheben, machte das Gericht bislang in seiner Praxis sehr selten Gebrauch.

### Vergleiche
Vergleiche vor dem Bundesverfassungsgericht sind de jure nicht vorgesehen. Gleichwohl machte der Erste Senat im Verfahren um Normenkontrollantrag bzw. Verfassungsbeschwerden in Hinblick auf den Lebensgestaltung-Ethik-Religionskunde (LER) – Unterricht in Brandenburg faktisch einen Vergleichsvorschlag.
Ausschlaggebend hierfür war, dass der Streit auch Religionsunterricht und damit eine res mixta betraf und das Gericht eine hoheitliche Entscheidung gegenüber den Religionsgemeinschaften vermeiden wollte. Der Vergleich entsprach eher dem Kooperationsverhältnis, in dem die res mixta zwischen Staat und Religionsgemeinschaften zu regeln sind.

### Rechtsgutachten
Die Möglichkeit, vom Bundesverfassungsgericht ein Rechtsgutachten einzuholen, bestand nur in dessen Anfangsjahren nach § 97 BVerfGG alter Fassung. Zu einem solchen Gutachten kam es nur zweimal: 1951 erstellte das Gericht ein Gutachten über die Zustimmungsbedürftigkeit des Bundesrates zum Gesetz über die Verwaltung der Einkommen- und Körperschaftsteuer, 1954 über die Zuständigkeit des Bundes zum Erlass eines Baugesetzes.

### Plenarentscheidungen
Plenarentscheidungen nach § 16 BVerfGG sind nötig, wenn ein Senat in einer Rechtsfrage von der in einer Entscheidung des anderen Senats enthaltenen Rechtsauffassung abweichen will.
Dies war etwa der Fall bei der Frage der Klagebefugnis politischer Parteien im Organstreitverfahren.
Im August 2012 entschied das Bundesverfassungsgericht in der fünften Plenarentscheidung seit seiner Gründung über die Zulassung von Bundeswehreinsätzen im Inland.

### Vorläufiger Rechtsschutz
Wie nach jeder anderen Prozessordnung kann das Verfassungsgericht vorläufige Entscheidungen treffen, bis das Hauptverfahren entschieden ist (einstweilige Anordnungen gemäß § 32 BVerfGG). Eine Besonderheit liegt darin, dass sich Organstreitverfahren und Normenkontrollen in der Praxis erledigen, wenn sie politisch brisant sind. Die „unterliegende“ Seite betreibt das Hauptverfahren oft nicht weiter.
Vorläufiger Rechtsschutz wurde beispielsweise vor der Entscheidung über die Verfassungsbeschwerde gegen das Volkszählungsgesetz (Volkszählungsurteil) in Gestalt der Aussetzung der Durchführung des Volkszählungsgesetzes gewährt.

### Sonstige Verfahren
Neben den oben aufgeführten Zuständigkeiten und Verfahrensarten wird das Bundesverfassungsgericht auch in anderen ihm durch Bundesgesetz zugewiesenen Fällen tätig (Art. 94 Abs. 3 GG). Ein Beispiel hierfür ist das Gesetz über Volksbegehren und Volksentscheid bei Neugliederung des Bundesgebietes nach Artikel 29 Absatz 2 bis 6 des Grundgesetzes, das gegen ein abgelehntes Volksbegehren die Beschwerde vor dem Bundesverfassungsgericht ermöglichte. In einem solchen Verfahren fällte das Gericht das Lübeck-Urteil.

## Bedeutende Entscheidungen

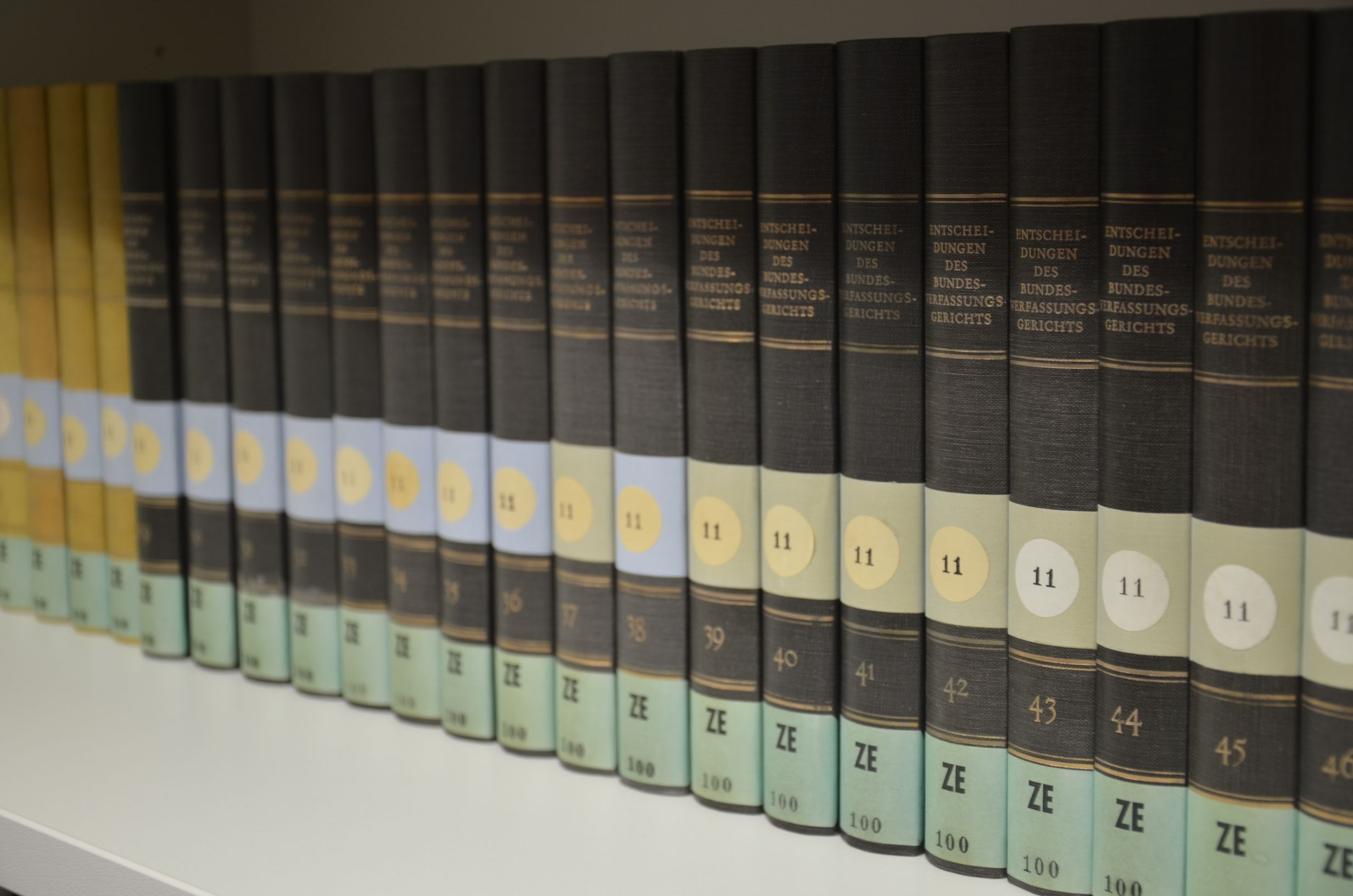
Entscheidungen des BVerfG als gebundene Bücher im Dienstsitz Waldstadt

Entscheidungen des Gerichts werden u. a. in der amtlichen Sammlung BVerfGE sowie auf der Website des Bundesverfassungsgerichts veröffentlicht.

### Grundrechtsschutz allgemein und Prozessuales
Das Elfes-Urteil behandelte 1957 die allgemeine Handlungsfreiheit, rechtlich bedeutsam ist es durch die Definition des prozessualen Grundrechtsschutzes: Das Gericht definiert als „verfassungsmäßige objektive Rechtsordnung“ die Gesamtheit aller Normen auf allen normenhierarchischen Ebenen, die formell und materiell der Verfassung gemäß sind, und weist darauf hin, dass grundrechtlich geschützte Positionen nicht nur im Grundgesetz niedergelegt sind, sondern zahlreich und oft durch einfaches Recht fallkonkret geregelt werden. Ein Verstoß dagegen kann immer mindestens als Verletzung von Art. 2 Abs. 1 GG gerügt und vom Verfassungsgericht überprüft werden. Die Hürde für den Zugang zum Verfassungsgericht und Erfolg einer Verfassungsbeschwerde ist so zunächst sehr niedrig gesetzt. Da jedoch das deutsche Rechtssystem eine Superrevision, also die Möglichkeit einer rechtlichen Überprüfung aller Entscheidungen sämtlicher anderen Gerichte durch das Bundesverfassungsgericht, nicht kennt, bedarf es einer verfassungsrechtlich fokussierten Begrenzung (sogenannte „Heck’sche Formel“), wonach das Gericht die Entscheidungen von Fachgerichten nur auf die Verletzung „spezifischen Verfassungsrechts“ prüft:
- wenn der Einfluss einer Verfassungsnorm ganz oder grundsätzlich verkannt wurde,
- wenn die Rechtsanwendung grob oder offensichtlich willkürlich war oder
- wenn die Grenzen richterlicher Rechtsfortbildung überschritten wurden.

### Grundrechtsschutz im Privatrecht
Die Grundrechte dienten in ihrem Ursprung als Abwehrrechte gegen den Staat. Primär wurde dabei an den Schutz der Rechte des Einzelnen gedacht, später auch an das Recht, zur allgemeinen Handlungsfreiheit vom Staat in Ruhe gelassen zu werden (Allgemeines Persönlichkeitsrecht). Heute ist allgemein anerkannt, dass der Schutz der Grundrechte nicht nur im Verhältnis Bürger–Staat zur Anwendung kommt, sondern auch im Verhältnis Bürger–Bürger die Grundrechte des Einzelnen zählen. Dieses geht so aus dem Grundgesetz und seiner Entstehung nicht hervor. Ursprung ist das wegweisende Lüth-Urteil, in dem es um diesen Streitpunkt ging. Das BVerfG betont hier, dass es das Grundgesetz als ein „Wertesystem“ betrachte, das seinen Mittelpunkt in der sich innerhalb der sozialen Gemeinschaft frei entfaltenden menschlichen Persönlichkeit finde. Als solches müsse es für alle Bereiche des Rechts gelten. Daher beeinflusse es auch das bürgerliche Recht. Keine bürgerlich-rechtliche Vorschrift dürfe in Widerspruch zu ihm stehen, jede müsse im Geiste des Grundgesetzes ausgelegt werden.

### Recht auf Schutz vor den Gefahren des Klimawandels
Im so genannten Klimabeschluss stellte das Bundesverfassungsgericht 2021 fest, dass das Bundes-Klimaschutzgesetz auch für die Jahre nach 2030 detaillierte Regelungen treffen müsse, um im Interesse nachfolgender Generationen das Staatsziel des Umweltschutzes aus Art. 20a GG in effektiver Weise in einfaches Recht umzusetzen. Dies folge zwar nicht aus einem „Grundrecht auf menschenwürdige Zukunft“, allerdings gewährten die Freiheitsrechte als solche in ihrer intertemporalen Dimension einen Anspruch auf generationengerechte Zuteilung von individuellen Freiheiten.

### Grundrecht auf Informationelle Selbstbestimmung
- 1983 wurde im Volkszählungsurteil ein im Grundgesetz nicht kodifiziertes Grundrecht aus der Menschenwürde und dem allgemeinen Persönlichkeitsrecht hergeleitet und als eigenständiges Rechtsinstitut definiert.[133]

- 2006 entschied das Gericht, dass auf einer Festplatte privat gespeicherte, internetgestützte Kommunikation zwar nicht vom Fernmeldegeheimnis geschützt ist, da Übermittlungsvorgänge bereits beendet sind, jedoch erfährt sie in einem Ergänzungsverhältnis Schutz durch das Grundrecht auf Informationelle Selbstbestimmung sowie die Unverletzlichkeit der Wohnung.[138]

- 2006 hob das Gericht die Anordnung zur Rasterfahndung in Nordrhein-Westfalen auf. Das zum Zwecke der Terrorismusbekämpfung geänderte Polizeigesetz genügte Anforderungen des Grundrechtsschutzes nicht, erst bei einer unmittelbar bevorstehenden Gefahr einzugreifen. Es bedürfe bei einer sogenannten „allgemeinen Bedrohungslage“ einer konkreten, tatsachengestützten Gefahrenprognose. Die Entscheidung wird kritisiert, weil sie zu weit ginge und dem Gesetzgeber de facto eine verdachtsunabhängige Vorfeldprävention und -erforschung untersage, was jedoch in weit weniger sensitiven Bereichen Usus ist. Dies verstoße gegen die Regel des judicial self-restraint (→ Richterliche Selbstbeschränkung).[139]

- Das Gericht bestätigte 2007 die ständige Praxis der Fachgerichte, wonach heimliche Vaterschaftstests illegal und in gerichtlichen Verfahren als Beweis ungeeignet sind. Es fordert jedoch die Schaffung einer für Väter legalen Möglichkeit zur Feststellung der biologischen Abstammung des Kindes – solange die rechtliche Vaterschaft mit der biologischen nicht deckungsgleich ist. Maßgeblich ist hier der Widerstreit der genetischen/informationellen Selbstbestimmung im Dreiecksverhältnis.[140]

- Im Jahr 2008 entschied das Gericht, dass ein anlassloses oder flächendeckendes automatisiertes Überprüfen von Kfz-Nummernschildern unverhältnismäßig und daher verfassungswidrig ist. Die entsprechenden Regelungen in Schleswig-Holstein und Hessen wurden für nichtig erklärt.[141]

- 2008 definiert das Gericht erneut ein nicht-kodifiziertes Grundrecht, das Grundrecht auf Gewährleistung der Vertraulichkeit und Integrität informationstechnischer Systeme. In seinem Urteil zur Online-Durchsuchung erklärt das Gericht Vorschriften im Verfassungsschutzgesetz von Nordrhein-Westfalen für nichtig und stellt für die Anwendung dieser Maßnahme hohe Hürden auf. Es verlangt einen Richtervorbehalt und Vorkehrungen zum Schutz des Kernbereichs privater Lebensgestaltung und beschränkt den Einsatz auf Fälle, in denen tatsächliche Anhaltspunkte einer konkreten Gefahr für ein überragend wichtiges Rechtsgut vorliegen.[142]

### Anspruch des Verletzten auf effektive Strafverfolgung
Über die einfachrechtlich vorgegebenen Möglichkeiten des Klageerzwingungsverfahrens und des Ermittlungserzwingungsverfahrens hinaus gibt es grundsätzlich keinen Anspruch auf Strafverfolgung eines anderen. Nach der Rechtsprechung des Bundesverfassungsgerichts besteht allerdings ein verfassungsrechtlicher Anspruch des Verletzten auf effektive Strafverfolgung in bestimmten und eng begrenzten Fallkonstellationen. Dies wurde angenommen bei erheblichen Straftaten gegen das Leben, die körperliche Unversehrtheit, die sexuelle Selbstbestimmung und die Freiheit der Person, insoweit speziell bei Bestehen spezifischer Fürsorge- und Obhutspflichten des Staates gegenüber Personen, die ihm anvertraut sind, sowie bei Vorwürfen, ein Amtsträger habe bei Wahrnehmung hoheitlicher Aufgaben Straftaten begangen.

### Medizinrecht
- In der Fassung des § 218a StGB vom Juli 1992 war der Schwangerschaftsabbruch nicht rechtswidrig;[150] dies wurde jedoch 1993 vom Bundesverfassungsgericht für verfassungswidrig erklärt.[151] Das Strafgesetzbuch wurde daraufhin 1995 so geändert, dass in diesem Fall der Abbruch nicht mehr ausdrücklich für „nicht rechtswidrig“ erklärt wird, aber der Tatbestand des Schwangerschaftsabbruches als nicht erfüllt gilt.[152] Damit ist der fristgerechte beratene Abbruch für alle Beteiligten nicht strafbar.[153] Die Frage der Rechtswidrigkeit wird durch den Tatbestandsausschluss nicht geklärt;[154] inwieweit die Frage durch die Regelung offengelassen wurde, ist umstritten.[155] Die vordringende Auffassung stellt den Tatbestandsausschluss de facto einem Rechtfertigungsgrund gleich.[156]

- In einem am 26. Februar 2020 verkündeten Urteil erklärte das Bundesverfassungsgericht das Verbot der geschäftsmäßigen Sterbehilfe für verfassungswidrig und daher für nichtig. Dem Gericht zufolge umfasse das allgemeine Persönlichkeitsrecht in Verbindung mit der Menschenwürde „als Ausdruck persönlicher Autonomie ein Recht auf selbstbestimmtes Sterben.“ Es schließe auch das Recht ein, sich das Leben zu nehmen. Das Verbot in § 217 StGB mache es „Suizidwilligen faktisch unmöglich, die von ihnen gewählte, geschäftsmäßig angebotene Suizidhilfe in Anspruch zu nehmen“, so „dass dem Einzelnen faktisch kein Raum zur Wahrnehmung seiner verfassungsrechtlich geschützten Freiheit verbleibt.“ Unter strengen Voraussetzungen, die der Gesetzgeber festlegen kann, soll dem Gericht zufolge auch geschäftsmäßige Hilfe künftig möglich sein.[157][158]

- Das Bundesverfassungsgericht gab Anfang 2020 im Fall einer Fixierung eines Patienten der Verfassungsbeschwerde der betroffenen Patientin statt.[159] Eine rechtswidrig fixierte Patientin beschwerte sich erfolgreich gegen die Einstellung des Ermittlungsverfahrens gegen den verantwortlichen Stationsarzt, einen Amtsarzt und einen Pfleger.[160] Betreffend die ebenfalls angezeigte Richterin wurde die Beschwerde zurückgewiesen, weil Anhaltspunkte für eine Rechtsbeugung (§ 339 StGB) nicht substantiiert vorgetragen worden seien.[161] Diese Entscheidung stellte den Schlusspunkt der Rechtsprechung des BVerfG zur Stärkung von Patientenrechten im Fall rechtswidriger Fixierungen dar.[162][163][164][165][166]

### Gleichheit vor dem Gesetz
- In der Entscheidung zu Homosexuellen aus dem Jahr 1957 befand das Bundesverfassungsgericht den § 175 StGB für mit dem Grundgesetz vereinbar. Die Strafbarkeit männlicher Homosexualität verstoße nicht gegen den allgemeinen Gleichheitsgrundsatz.[167]
- In der Entscheidung über die Spekulationssteuer für die Jahre 1997 und 1998 erklärte das Gericht Teile des Einkommensteuergesetzes für verfassungswidrig und nichtig, die die Belastung von Veräußerungsgewinnen bei Wertpapieren zwar vorsehen, aber auf die eigene rechtliche Durchsetzbarkeit verzichten, sog. strukturelles Vollzugsdefizit. Damit sei eine ungleichmäßige Belastung schon im Gesetz angelegt.[168]
- In einer Entscheidung über Haftvergünstigungen urteilte das Gericht 2007, dass männlichen Gefangenen Vergünstigungen (Zugang zu Telefonen), die weibliche Gefangene der gleichen Sicherheitsstufe erhalten, ohne besondere Gründe, welche die männlichen Gefangenen betreffen, nicht vorenthalten werden dürfen. Auch dürfen männliche Gefangene genauso viel von ihrem Eigengeld für kosmetische Produkte ausgeben wie weibliche Inhaftierte.[169]

### Gewissensfreiheit
- In seinem Beschluss vom 20. Dezember 1960 (Kriegsdienstverweigerung I)[170] entwickelte das Bundesverfassungsgericht folgende Definition für eine Gewissensentscheidung: Jede ernste sittliche, d. h. an den Kategorien von „Gut“ und „Böse“ orientierte Entscheidung, die der Einzelne in einer bestimmten Lage als für sich bindend und unbedingt verpflichtend innerlich erfährt, so dass er gegen sie nicht ohne ernste Gewissensnot handeln könnte.
- Das Gericht hob 1978 ein Bundesgesetz auf, nach dem Wehrpflichtige den Kriegsdienst durch eine schriftliche Erklärung verweigern konnten, ohne im Einzelnen ihre Gewissensentscheidung darzulegen (auch als „Verweigerung per Postkarte“ bezeichnet).[171]

### Religionsfreiheit
- 1960 äußerte sich das Bundesverfassungsgericht zur im Grundgesetz verankerten Glaubensfreiheit. Demnach erlaubt das Grundrecht der Glaubensfreiheit auszusprechen und auch zu verschweigen, dass und was man glaubt oder nicht glaubt. Dieses Grundrecht umfasst ebenso die Werbung für den eigenen Glauben wie die Abwerbung von einem fremden Glauben.[172]
- Im Beschluss zur „Aktion Rumpelkammer“ stellte das Bundesverfassungsgericht im Oktober 1968 fest, dass die Religionsfreiheit außer Kirchen, Religions- und Weltanschauungsgemeinschaften auch Vereinigungen zusteht, die sich nicht die allseitige, sondern nur die partielle Pflege des religiösen oder weltanschaulichen Lebens ihrer Mitglieder zum Ziel gesetzt haben („religiöse Vereinigungen“).[173]
- 1971 erkannte das Bundesverfassungsgericht darauf, dass die durch Art. 4 Abs. 1 GG geschützte Glaubensfreiheit dem Einzelnen einen von staatlichen Eingriffen freien Rechtsraum gewährt. Diesen kann er dazu nutzen, sich eine seiner Überzeugung entsprechende Lebensform zu geben. In einem Staat, in dem die menschliche Würde oberster Wert sei und in dem der freien Selbstbestimmung des Einzelnen zugleich ein gemeinschaftsbildender Wert zuerkannt werde, sei dieses Gestaltungsform verfassungsrechtlich dem Grunde nach gedeckt. Dabei könne es sich um ein/e religiöse/s oder irreligiöse/s beziehungsweise ein/e religionsfeindliche/s oder religionsfreie/s Bekenntnis oder Weltanschauung handeln. „Insofern ist die Glaubensfreiheit mehr als religiöse Toleranz, d. h. bloße Duldung religiöser Bekenntnisse oder irreligiöser Überzeugungen. Denn sie erlaubt nicht nur auszusprechen und auch zu verschweigen, daß und was man glaubt oder nicht glaubt. Dem Sinne dieser im Grundgesetz getroffenen politischen Entscheidung entspricht es vielmehr, die Glaubensfreiheit auch auf die Werbung für den eigenen Glauben wie für die Abwerbung von einem fremden Glauben zu erstrecken.“ (BVerfGE 12, 1 (3))
 Die Glaubensfreiheit umfasst nicht nur die „(innere) Freiheit zu glauben oder nicht zu glauben, sondern auch die äußere Freiheit, den Glauben zu manifestieren, zu bekennen und zu verbreiten“, sowie „das Recht des Einzelnen, sein gesamtes Verhalten an den Lehren seines Glaubens auszurichten und seiner inneren Glaubensüberzeugung gemäß zu handeln.“ Umfasst sind dabei nicht nur auf imperativen Glaubenssätzen beruhende Überzeugungen, sondern auch „religiöse Überzeugungen, die für eine konkrete Lebenssituation eine ausschließlich religiöse Reaktion zwar nicht zwingend fordern, diese Reaktion aber für das beste und adäquate Mittel halten, um die Lebenslage nach der Glaubenshaltung zu bewältigen. Andernfalls würde das Grundrecht der Glaubensfreiheit sich nicht voll entfalten können.“
 Laut dem verfassungsgerichtlichen Beschluss gilt die Glaubensfreiheit sowohl für Mitglieder anerkannter Kirchen und Religionsgemeinschaften als auch für Angehörige anderer religiöser Vereinigungen, wobei es auf die zahlenmäßige Stärke einer derartigen Gemeinschaft oder ihre soziale Relevanz nicht ankomme. Des Weiteren stellte das Verfassungsgericht fest, dass die Grenzen der Glaubensfreiheit nur von der Verfassung selbst bestimmt werden dürften.[174]
- Im Bahai-Beschluss beschäftigte sich das Bundesverfassungsgericht 1991 mit den Voraussetzungen, unter denen Gemeinschaften als Religionsgemeinschaften anzuerkennen sind, mit der religiösen Vereinigungsfreiheit und mit deren Auswirkung auf das private Vereinsrecht. Das Gericht urteilte, dass Träger der Religionsfreiheit nur dann Gemeinschaften in diesem Sinne sind, wenn es sich tatsächlich – nach geistigem Gehalt und äußerem Erscheinungsbild – um eine Religion und Religionsgemeinschaft handelt. Die religiöse Vereinigungsfreiheit ist Teil der Religionsfreiheit. Sie befreit nicht von den Voraussetzungen des privaten Vereinsrechts, aber im Hinblick auf das kirchliche Selbstbestimmungsrecht (→ Staatskirchenrecht) kann eine verfassungskonforme Auslegung notwendig werden.
- In der Scientology-Entscheidung definierte 1994 das Gericht die Religionsfreiheit u. a. als kollektives Grundrecht und eine daraus resultierende Selbstverwaltungsfreiheit von Religionsgemeinschaften. Diese sei jedenfalls bei einer gewerblichen Betätigung mit Gewinnerzielungsabsicht nicht verletzt, wenn die Religionsgemeinschaft zur Gewerbeanzeige und Gewerbesteuer verpflichtet wird.
- Der Kruzifix-Beschluss von 1995 erklärt Teile des Bayerischen Schulgesetzes für verfassungswidrig, wonach in jedem Klassenzimmer der Volksschulen in Bayern ein Kruzifix oder ein Kreuz anzubringen war.[175]
- 2002 entschied das BVerfG, dass es verfassungswidrig ist, muslimischen Metzgern Ausnahmegenehmigungen für das religiöse Schächten von Tieren zu verweigern.[176]
- Im Kopftuchstreit untersagte das Gericht 2003 dem Land Baden-Württemberg, das Tragen eines Kopftuchs ohne gesetzliche Grundlage zu verbieten und daraus auf eine fehlende Eignung für den Staatsdienst zu schließen (siehe: Kopftuchurteil).[177]

### Meinungs- und Pressefreiheit
- Mit der Blinkfüer-Entscheidung wird in der deutschen Rechtswissenschaft ein Beschluss des Bundesverfassungsgerichts vom 26. Februar 1969 bezeichnet, in dem sich das BVerfG mit der Bedeutung der Pressefreiheit für den Wettbewerb der Meinungen auseinandersetzt.[178]
- In der „Tucholsky-Entscheidung“ von 1995 um die öffentliche Aussage „Soldaten sind Mörder!“ blieb das Gericht seiner Tradition treu, die Meinungs- und Pressefreiheit als für die Demokratie vitales, unabdingbares Verfassungsgut zu schützen, und führte eine musterhafte Prüfung von Grundrechtseingriffen aufgrund eines Gesetzesvorbehalts als verfassungsrechtliche Schranke. Diese Entscheidung zeigt die praktische Anwendung wichtiger Grundsätze aus der ständigen Rechtsprechung zum Grundrechtsschutz wie die Heck’sche Formel, die Wechselwirkungslehre, die objektive Wertrangordnung und die Schutzbereichsdefinition von Werturteilen und Tatsachenbehauptungen.[179]
- In den Benetton-Entscheidungen hob das Gericht Veröffentlichungsverbote gegen den Verlag auf, der schockierende Werbung mittels Fotoanzeigen veröffentlichen wollte und stellte klar, dass die Meinungsfreiheit als Ableitung der Menschenwürdegarantie nur schwer mit Hinweis auf die Menschenwürde eingeschränkt werden kann. Allein wegen Wettbewerbswidrigkeit kann eine Meinungsäußerung nicht verboten werden. Auch die Kritik an gesellschaftlichen Missständen kann nicht verboten werden, wenn sie in einen kommerziellen Kontext gerückt wird, denn sie bleibt eine Meinungsäußerung.

### Kunstfreiheit
- Die Mephisto-Entscheidung (1971) definiert den verfassungsrechtlichen Schutzbereich der Kunstfreiheit durch einen offenen Kunstbegriff.[180]
- In der Mutzenbacher-Entscheidung zur Indizierung des Romans Josefine Mutzenbacher durch die BPjS ging das Gericht 1990 auf das Verhältnis von Kunstfreiheit und Jugendschutz ein und stellte klar, dass Pornografie und Kunst einander nicht ausschließen.[181]

### Ehe und Familie
- Das Gericht bestätigte 2001 bzw. 2002 das Lebenspartnerschaftsgesetz und stellte klar, dass die Einführung des Rechtsinstituts der eingetragenen Lebenspartnerschaft für gleichgeschlechtliche Paare (homosexuelle Lebensgemeinschaften) nicht dem besonderen verfassungsrechtlichen Schutz der Institutionen Ehe und Familie (Art. 6 Abs. 1 GG) widerspricht. Das Grundgesetz verlange eine besonders aktive Förderung von Ehe und Familie, beschreibe aber kein Abstandsgebot zu anderen Lebensgestaltungen – von der Benachteiligung Anderer hätten Ehen und Familien nichts.[182]
- Siehe auch: Übersicht zur weiteren Rechtsprechung in wirtschaftlichen und steuerlichen Fragen
- 2008 entschied das Gericht, dass das in § 173 Abs. 2 S. 2 StGB strafrechtliche sanktionierte Verbot des Inzest mit dem Grundgesetz vereinbar sei. Trotz verbreiteter Kritik in der Rechtswissenschaft am Normzweck, sah es neben dem Schutz der sexuellen Selbstbestimmung und der Familie auch die Gesundheit der Bevölkerung (Eugenik) als legislative Eckpunkte an.[183]
- 2009 erging ein Beschluss zur Frage der Ungleichbehandlung von eingetragenen Lebenspartnern bei der Hinterbliebenenversorgung im öffentlichen Dienst. Darin beschloss der Erste Senat, dass eine Ungleichbehandlung verfassungswidrig ist, und formulierte im Leitsatz, dass „der bloße Verweis auf das Schutzgebot der Ehe gemäß Art. 6 Abs. 1 GG“ eine Differenzierung zwischen der Ehe und anderen vergleichbaren Lebensgemeinschaften nicht rechtfertigt.[184]
- 2013 erklärte das Gericht die Ungleichbehandlung von eingetragenen Lebenspartnerschaften und Ehe gleich in zwei Entscheidungen für verfassungswidrig. So verletzt nach einem Urteil vom Februar die Nichtzulassung der sukzessiven Adoption angenommener Kinder eingetragener Lebenspartner durch den anderen Lebenspartner sowohl die betroffenen Kinder als auch die betroffenen Lebenspartner in ihrem Recht auf Gleichbehandlung (Art. 3 Abs. 1 GG).[185] Zudem sah das Gericht im Mai in einem Ausschluss der Lebenspartnerschaften vom Ehegattensplitting im Einkommensteuergesetz einen Verstoß gegen den allgemeinen Gleichheitssatz, da es an hinreichend gewichtigen Sachgründen für die Ungleichbehandlung fehle.[186]

### Demonstrations- und Versammlungsfreiheit
- Im Brokdorf-Beschluss hob das Gericht 1985 die besondere Bedeutung der Demonstrations- und Versammlungsfreiheit für die Demokratie hervor, weshalb ein besonders starker status negativus gegen exzessive Reglementierungen durch Gesetz oder Verwaltungsakt wirke. Eingriffsmaßnahmen dürfe der Staat aufgrund der Polizeigesetze nicht treffen, sondern nur anhand des grundrechtsschonenden Versammlungsrechts (sogenannte Polizeifestigkeit). Auch dürften solche nicht mit Hinweis auf eine gewaltbereite Minderheit ergriffen werden.[187]

- Nach einem Beschluss des Bundesverfassungsgerichts vom 17. April 2020, Az. 1 BvQ 37/20 wurde eine Demonstration gegen behördliche Maßnahmen im Zuge der Corona-Krise der Jahre 2020/21 zugelassen.[188][189]

### Unverletzlichkeit der Wohnung und Telekommunikationsfreiheit
- Hausdurchsuchung: Der Begriff „Gefahr im Verzug“ in Art. 13 Abs. 2 GG ist eng auszulegen; Strafverfolgungsbehörden und Gerichte haben sicherzustellen, dass Durchsuchungen ohne richterlichen Beschluss die Ausnahme darstellen. Auch dann muss die Durchsuchung mit auf den konkreten Fall bezogenen Tatsachen begründbar sein und der richterlichen Kontrolle unterliegen, allgemeine Vermutungen oder „kriminalistische Erfahrung“ reichen nicht aus.[190]
- Großer Lauschangriff: 2004 wurden Vorschriften über akustische Wohnraumüberwachung als teilweise verfassungswidrig aufgehoben. Das Gericht definierte anhand des Grundrechts auf Informationelle Selbstbestimmung einen unantastbaren „Kernbereich privater Lebensgestaltung“, als persönliches Refugium des Bürgers, der durch staatliche Maßnahmen nicht zu penetrieren ist und selbst Strafverfolgung keine Eingriffsrechtfertigung sein darf.[191]
- Die präventive Telefonüberwachung in Niedersachsen wurde 2005 für verfassungswidrig erklärt, da Bundesländern die Gesetzgebungskompetenz fehle. Materiell bedeutsam ist die Entscheidung für ähnliche Landesgesetzgebung in Thüringen und Bayern.[192]

### Eigentum und Berufsfreiheit
- Im Apothekenurteil definiert das Gericht 1958 die Berufsfreiheit als einheitliches Grundrecht, das auf 3 Ebenen nach strengen abgestuften Kriterien einschränkbar ist, sog. 3-Stufen-Theorie (BVerfGE 7, 377).
- Im Nassauskiesungsbeschluss legt das Gericht 1981 den Schutzbereich eines sehr definitionsbetonten Grundrechts wie dem Eigentum fest und die juristischen Techniken für seine zulässigen Einschränkungen als „Inhalts- und Schrankenbestimmungen“ des Eigentumsinstituts, Legalenteignungen oder gesetzliche Kriterien für Administrativenteignungen (BVerfGE 58, 300).
- Das Bundesverfassungsgericht gab 2008 einer Klage gegen die Nichtraucherschutzgesetze von Baden-Württemberg und Berlin statt.[193] Die Gesetze benachteiligen die Betreiber von Einraumkneipen gegenüber den Gastronomen, die Gaststätten mit mehreren Räumen haben und somit einen Raucherraum einrichten können. Auch werden Diskotheken mit mehreren Räumen gegenüber Gaststätten mit mehreren Räumen benachteiligt, da sie keinen Raucherraum anbieten dürfen. Jedoch wäre zum Gesundheitsschutz auch ein ausnahmsloses Rauchverbot für alle Gaststätten und Diskotheken möglich, weil dieses niemanden benachteiligt. Das Bundesverfassungsgericht verfügte eine Frist zur Überarbeitung der Gesetze und eine Übergangsregelung.[194]

### Universitäten
- Im Numerus-clausus-Urteil wird 1972 ein Rechtsanspruch auf Zulassung zum Hochschulstudium und Kapazitätsausbau als status positivus definiert, der zum Schutzbereich der Berufsfreiheit gehört (BVerfGE 33, 303).
- Die vierte Novellierung des Hochschulrahmengesetzes (HRG) wird im Jahre 2004 vollständig, die 5. HRG-Novelle 2005 in wichtigen Teilen für verfassungswidrig erklärt, weil der Bund nur die Rahmengesetzgebungskompetenz habe.[195] Dies betrifft die Juniorprofessur,[196] das Verbot von Studiengebühren und die zwingende Einführung von Studierendenschaften an Hochschulen in den Bundesländern.[197]

### Staatsbürgerschaft
Das Transformationsgesetz zum EU-Haftbefehl wurde 2005 für verfassungswidrig erklärt. Die Entscheidung definiert den Schutzbereich des Art. 16 GG im Sinne eines umfassenden Heimatrechts, das eine dauerhafte Staatsbürgerschaft, politische Mitgestaltung und ein grundsätzliches Auslieferungsverbot garantiert.

### Rundfunk
In mehreren Entscheidungen gestaltete das Gericht die Entwicklung von Presse, Rundfunk und anderen Medien wie kaum eine andere Materie erheblich mit.
Herausragende Bedeutung besitzt vor allem das Erste Rundfunkurteil vom Februar 1961, in dem die durch die Initiative Adenauers gegründete „Deutschland-Fernsehen GmbH“ für verfassungswidrig erklärt wurde (jedoch nicht wegen der geplanten Rechtsform als GmbH). Der geplante Fernsehsender in der Hand des Bundes erfüllte nicht die verfassungsmäßige Garantie der institutionellen Freiheit des Rundfunks. Zudem hätte ein „Deutschland-Fernsehen“ gegen den Grundsatz verstoßen, nach dem Rundfunk als kulturelles Gut Ländersache ist. Lediglich die Aufgabe der Bereitstellung des sendetechnischen Betriebs wurde dem Bund zugeschrieben.
De facto führte dieses Urteil zu einem bis 1984 andauernden Sendemonopol des öffentlich-rechtlichen Rundfunks und des Weiteren zum Entschluss der Bundesländer, auf Grundlage eines Staatsvertrags (vgl. auch Rundfunkstaatsvertrag) eine zweite Rundfunkanstalt, das Zweite Deutsche Fernsehen (ZDF), zu errichten.
Am 25. März 2014 erklärte das Bundesverfassungsgericht Teile des ZDF-Staatsvertrages für unvereinbar mit der Rundfunkfreiheit, nachdem es folgende Vorgaben für die Aufsichtsgremien von öffentlich-rechtlichen Rundfunkanstalten gemacht hat:
1. Der Anteil „staatlicher und staatsnaher Personen“ in Aufsichtsgremien öffentlich-rechtlicher Rundfunkanstalten darf höchstens ein Drittel betragen.[205][206] Auf einen staatlichen oder staatsnahen Vertreter in den Aufsichtsgremien müssen mindestens zwei nicht dem Staat zuzurechnende Mitglieder kommen.[206][207] Zur staatlichen Sphäre gehören Ministerpräsidenten, Minister, politische Beamte und Parteivertreter.[208]
2. Da die Rundfunkfreiheit auf eine Sicherung inhaltlicher Vielfalt angelegt sei, „wie sie allein über den freien Markt nicht gewährleistet werden kann“, müssen in den Aufsichtsgremien „Personen mit möglichst vielfältigen Perspektiven und Erfahrungshorizonten aus allen Bereichen des Gemeinwesens“ präsent sein.[209]
3. Vertreter der Exekutive dürfen auf die Auswahl der staatsfernen Mitglieder keinen bestimmenden Einfluss haben; zudem sind Inkompatibilitätsregelungen zu schaffen, die die Staatsferne der staatsfernen Mitglieder in persönlicher Hinsicht gewährleisten.[200]
4. Zur Stärkung der persönlichen Unabhängigkeit müssen Mitglieder von Aufsichtsgremien von etwaigen Weisungen unabhängig sein und dürfen nur aus „wichtigem Grund“ abberufen werden.[209]
5. Mindestmaß an Transparenz in den Aufsichtsgremien, d. h.
  1. Zusammensetzung der Gremien und Ausschüsse sowie die anstehenden Tagesordnungen müssen ohne Probleme erfahrbar sein;
  2. zeitnahe Veröffentlichung der Sitzungsprotokolle der Aufsichtsgremien und -ausschüsse oder substanzielle Unterrichtung der Öffentlichkeit über Gegenstand und Ergebnisse der Beratungen auf anderem Weg.[200]

### Aktives und passives Wahlrecht
- In den Urteilen „Ausländerwahlrecht I“ und „Ausländerwahlrecht II“ entschied das Bundesverfassungsgericht 1990, dass das „Volk“ als Träger der Staatsgewalt im Sinne des Art. 20 Abs. 2 GG nur Deutsche gem. Art. 116 Abs. 1 GG, das heißt deutsche Staatsbürger, sind. Dieser Grundsatz schließe eine Partizipation von Ausländern an Wahlen nicht nur auf Bundes-, sondern im Ergebnis auch auf Landes- und Kommunalebene aus.[210][211]
- In seinem Urteil vom 3. Juli 2008 stellte das Bundesverfassungsgericht im Rahmen der Prüfung der Bundestagswahl 2005 fest, dass die damals geltende Fassung des Bundeswahlgesetzes durch die Möglichkeit eines negativen Stimmgewichts gegen den im Grundgesetz verankerten Grundsatz der Gleichheit und Unmittelbarkeit der Wahl verstößt. Das Gericht verpflichtete den Bundesgesetzgeber, bis zum 30. Juni 2011 eine Neuregelung zu finden.[212]
- Das Verfassungsgericht erklärte im März 2009 die Verwendung von Wahlcomputern, die keine der Verfassung entsprechende öffentliche Nachvollziehbarkeit zulassen, für verfassungswidrig. Somit war auch der Einsatz der in zwei Modellen verwendeten Nedap-Wahlcomputern in rund 1.800 Wahlbezirken bei der vom Gericht geprüften Bundestagswahl 2005 verfassungswidrig, die Wahl muss jedoch (in den betroffenen Wahlbezirken) nicht wiederholt werden, weil es keine Hinweise auf Manipulationen gibt.[213]
- Im November 2011 erklärte das Bundesverfassungsgericht die 5-Prozent-Klausel in § 2 Abs. 7 des Gesetzes über die Wahl der Abgeordneten des Europäischen Parlaments aus der Bundesrepublik Deutschland (Europawahlgesetz – EuWG)[214] bei Europawahlen für nichtig, da diese Regelung einen Eingriff in den Wahlgrundsatz der gleichen Wahl und in die Chancengleichheit der Parteien darstelle, der nicht zu rechtfertigen sei.[215] Die Wiederholung der Europawahl 2009 wurde jedoch nicht angeordnet.[215][216] Schon durch ein vorangehendes Urteil von 2008 war die Fünf-Prozent-Hürde im Kommunalwahlrecht des Landes Schleswig-Holstein durch das Gericht abgeschafft worden.[217]
- Der Bundesgesetzgeber reagierte auf das Urteil vom 3. Juli 2008 mit dem Neunzehnten Gesetz zur Änderung des Bundeswahlgesetzes vom 25. November 2011 (BGBl. I S. 2313), welches das Bundesverfassungsgericht am 25. Juli 2012 gleichfalls als verfassungswidrig verwarf. Zentrale Bestimmungen wurden für nichtig erklärt, da sie gegen die Wahlrechtsgrundsätze Gleichheit und Unmittelbarkeit der Wahl sowie die Chancengleichheit der Parteien verstoßen. Es wurde im Einzelnen folgendes beanstandet:

- Es kann zu einem negativen Stimmgewicht kommen.
- Die Anzahl der Überhangmandate kann „den Grundcharakter der Bundestagswahl als Verhältniswahl aufheben“ und wurden auf eine „zulässige Höchstgrenze von etwa 15 Überhangmandaten“ (halbe Fraktionsstärke) begrenzt.
- Die Reststimmenverwertung wurde als verfassungswidrig erklärt, da an ihr nicht jeder Wähler mit gleichen Erfolgschancen mitwirken kann.

Das Bundesverfassungsgericht sieht den Gesetzgeber in der Pflicht, ein neues verfassungskonformes Wahlrecht zu erlassen. Eine Frist wurde nicht vorgesehen, ergibt sich jedoch aus dem Umstand, dass der späteste mögliche Wahltermin am 27. Oktober 2013 ist.
- Nachdem am 13. Juni 2013 der Deutsche Bundestag eine Drei-Prozent-Sperrklausel für die Europaparlamentswahlen beschlossen hatte,[219] verkündete das Bundesverfassungsgericht am 26. Februar 2014, dass diese Sperrklausel verfassungswidrig sei. Unter den gegebenen rechtlichen und tatsächlichen Verhältnissen ist der mit der Sperrklausel verbundene schwerwiegende Eingriff in die Grundsätze der Wahlrechtsgleichheit und Chancengleichheit nicht zu rechtfertigen. Gleichzeitig gestattete das Gericht dem Gesetzgeber, auf zukünftige Entwicklungen zu reagieren, wenn sie aufgrund hinreichend belastbarer tatsächlicher Anhaltspunkte schon gegenwärtig verlässlich zu prognostizieren sind.[220][221]
- Nach dem Beschluss des BVerfG vom 15. Dezember 2020, Az. 2 BvC 46/19 besteht keine Verpflichtung des Gesetzgebers für ein Paritätsgesetz.[222][223][224]

### Parlamentsrechte und Gesetzgebung
- In der Entscheidung zur unechten Vertrauensfrage von Helmut Kohl 1983 betont das Gericht, dass eine Auflösung des Parlaments nicht der Gestaltung eines günstigen nächsten Wahltermins durch die Regierung dienen dürfe. Auch bedürfe eine durch konstruktives Misstrauensvotum installierte Regierung keiner neuen Legitimation durch den Wähler, sog. Äquivalenzformel (BVerfGE 62, 1).
- Im Urteil des Bundesverfassungsgerichts zur Vertrauensfrage 2005 werden diese Grundsätze fortentwickelt. Unechte und echte Vertrauensfrage werden gleichgestellt und auf den Zweck des Art. 68 GG justiert. Dem Kanzler wird zugestanden auch auf verborgene Umstände seinen Auflösungsvorschlag zu stützen. Das Gericht übt erneut judicial self-restraint und reduziert seine Prüfungskompetenz in der Machtverteilung der Verfassungsorgane.[225]
- In der Entscheidung über Einsätze der Bundeswehr im Ausland konkretisierte 1994 das Gericht das Prinzip der Parlamentsarmee und stellte fest, dass die Regierung nur dann Militäreinsätze befehlen könne, wenn sie die konstitutive Zustimmung des Bundestages vorher einholt. Dies könne der Bundestag durch schlichten Parlamentsbeschluss in ausreichender Form tun (BVerfGE 90, 286). Das Urteil des Bundesverfassungsgerichts zum Luftsicherheitsgesetz 2005 wurde 2012 vom Bundesverfassungsgericht in einem Beschluss (Az.: 2 PBvU 1/11) teilweise relativiert. Der Einsatz militärischer Gewalt im Inland durch die Bundeswehr ist demnach unter engen Grenzen ultima ratio zulässig und durch Artikel 35 Absatz 2 Satz 2 und Absatz 3 des Grundgesetzes grundsätzlich auch nicht ausgeschlossen.[226][227]
- Das Lebenspartnerschaftsgesetz wird 2002 mit dem Verweis auf die Gestaltungsfreiheit des Parlaments als verfassungskonform bestätigt. Gleichzeitig konkretisiert das Gericht Kriterien für die Freiheit der Regierung, im Gesetzgebungsverfahren Teile eines Entwurfpakets zu entkoppeln und sie gegen den Willen des Bundesrates als Gesetz zustande kommen zu lassen (BVerfGE 105, 313).
- Das Zuwanderungsgesetz wird 2002 wegen Verfahrensmängeln im Gesetzgebungsverfahren desselben Jahres aufgehoben und ein Verfassungskonflikt im Bundesrat geklärt (BVerfGE 106, 310).

### Parteiverbote und abgelehnte Verbotsanträge
- Am 23. Oktober 1952 wurde die Sozialistische Reichspartei (SRP) verboten und die freiheitliche demokratische Grundordnung definiert. (BVerfGE 2, 1)
- Am 17. August 1956 wurde die Kommunistische Partei Deutschlands (KPD) verboten. (BVerfGE 5, 85)
- Das erste NPD-Verbotsverfahren wurde 2003 eingestellt, weil das präsentierte Material nicht von der geheimdienstlichen Tätigkeit des Verfassungsschutzes trennbar war. Das Gericht verlangt, dass vor, spätestens aber im Verfahren staatliche V-Personen abzuschalten sind (BVerfGE 107, 339).
- Das zweite NPD-Verbotsverfahren (2013–2017) endete mit der Ablehnung des Verbotsantrags. Die NPD wurde im Urteil zwar als verfassungsfeindlich bewertet, es fehlen allerdings wesentliche Merkmale für ein Parteiverbot. (2 BvB 1/13)[228]

### EU-Recht
- In einer Denkschrift forderten 30 hochrangige Hochschullehrer und Richter im August 2009 den Gesetzgeber dazu auf, das Bundesverfassungsgericht darauf zu verpflichten, Verfahren zu europarechtlichen Fragen zuerst dem Europäischen Gerichtshof (EuGH) in Luxemburg vorzulegen. Dem Lissabon-Urteil im Juni 2009 entnahmen die Unterzeichner, dass das Verfassungsgericht „auf einen Justizkonflikt mit dem EuGH zusteuert“.[229]
- Der EGMR sieht bei der Prüfung der Erschöpfung des innerstaatlichen Rechtswegs (Art. 35 EMRK) das Bundesverfassungsgericht für Fälle der überlangen Verfahrensdauer in Zivilsachen (Art. 6 Abs. 1 EMRK) nicht als wirksame Beschwerdemöglichkeit im Sinne des Art. 13 der europäischen Menschenrechtskonvention (EMRK) an. Das Bundesverfassungsgericht kann in solchen Fällen lediglich die Verfassungswidrigkeit der überlangen Verfahrensdauer feststellen, nicht aber in laufenden Verfahren die Zivilgerichte anhalten das Verfahren schneller zu betreiben,[230] noch in abgeschlossenen Verfahren einen angemessenen Schadenersatz als Kompensation für die überlange Verfahrensdauer gewähren.[231] Bevor in solchen Fällen eine Individualbeschwerde zum EGMR erhoben wird, muss es daher nicht zwingend angerufen werden.
- Im „Solange-I-Beschluss“ entschied das Bundesverfassungsgericht 1974, dass solange kein adäquater, grundgesetzgleicher Grundrechtsschutz im EU-Recht verankert sei, es dieses auf Vereinbarkeit mit nationalem Recht zu prüfen habe (nationale Sichtweise). Die Mindermeinung sah einen solchen Schutz durch die jeweiligen nationalen Verfassungen und durch die Grundrechtscharta als gegeben (europäisierte Sichtweise). Die Mindermeinung wurde im „Solange-II-Beschluss“ zur Mehrheitsmeinung.
- Im „Solange-II-Beschluss“ suspendierte das Gericht 1986 seine eigene Gerichtsbarkeit hinsichtlich Grundrechtsbeeinträchtigungen aus oder aufgrund des sekundären EG-Rechts, solange auf Gemeinschaftsebene ein im Wesentlichen gleichwertiger Grundrechtsschutz durch Gemeinschaftsorgane wie den EuGH gewährleistet ist. Dies ist im Wesentlichen durch zwei Komponenten gegeben: Das deutsche Zustimmungsgesetz zum Vertrag zur Gründung der Europäischen Gemeinschaft (EGV) als Anwendungsbefehl für das sekundäre Gemeinschaftsrecht und die strukturelle Prüfungsdichte durch den EuGH (BVerfGE 73, 339).
- Im Maastricht-Urteil wurden diese Grundsätze 1993 weiter präzisiert und das „Kooperationsverhältnis“ in der Grundrechtsgerichtsbarkeit zwischen BVerfG und EuGH näher umrissen. Neuer Anknüpfungspunkt für die Prüfungsdichte und die Aufgaben des BVerfG sei nach dem Vertrag über die Europäische Union (EUV) jeder Gemeinschaftsrechtsakt direkt und nicht seine Umsetzung durch die deutsche Exekutive. Damit sei das Grundgesetz auch für sie Prüfungsmaßstab. Hinsichtlich der Hoheits- und Kompetenzübertragung auf die Gemeinschaft gelte das „Prinzip der beschränkten Einzelermächtigung“ durch die Mitgliedstaaten, das die EUV-Interpretation zusammen mit der völkerrechtlichen effet-utile-Regel beeinflusse, im Ergebnis aber keine Kompetenzerweiterung oder -neubegründung gestatte.[232]
- Im Lissabon-Urteil wurde 2009 die Verfassungsmäßigkeit des Vertrags von Lissabon festgestellt, der der Europäischen Union eine einheitliche Struktur und Rechtspersönlichkeit geben soll. Zugleich verstößt nach dem Urteil aber das deutsche Begleitgesetz teilweise gegen das Grundgesetz. Bemängelt werden die unzureichenden Beteiligungsrechte des Bundestags und des Bundesrats. Die Ratifizierung des Vertrags durfte erst mit der gesetzlichen Ausgestaltung der nötigen Beteiligungsrechte erfolgen.
- Anfang 2014 legte das BVerfG in der nach Outright Monetary Transactions benannten OMT-Vorlage erstmals seit Gründung eine Frage zur Entscheidung dem Gerichtshof der Europäischen Union vor. Dabei geht es um den Beschluss der Europäischen Zentralbank vom 6. September 2012, Staatsanleihen von Mitgliedstaaten in unbegrenzter Höhe ankaufen zu können, wenn und solange diese Mitgliedstaaten zugleich an einem mit der Europäischen Finanzstabilisierungsfazilität (EFSF) oder dem Europäischen Stabilitätsmechanismus (ESM) vereinbarten Reformprogramm teilnehmen.[233] Das BVerfG hält die Klage für zulässig und überlässt es dem EuGH zu entscheiden, ob der Beschluss der EZB europarechtskonform ausgelegt werden kann.
- In seiner Entscheidung vom 5. Mai 2020 hat das Bundesverfassungsgericht das Staatsanleihenkaufprogramm (PSPP) der EZB – entgegen der Auffassung des Europäischen Gerichtshofs[234] – für kompetenzwidrig erklärt.[235] Durch das Programm würden die Grenzen der haushaltspolitischen Gesamtverantwortung des Deutschen Bundestages berührt. Es handele sich daher um einen Ultra-vires-Akt, der nicht mehr mit dem Grundgesetz vereinbar sei. Das Bundesverfassungsgericht monierte, dass EuGH und EZB keine Abwägung zwischen geld- und wirtschaftspolitischen Effekten des Programms vorgenommen hätten. Die deutschen Verfassungsorgane seien daher verpflichtet, dem PSPP entgegenzutreten. Die Bundesbank dürfe nach Ablauf von drei Monaten nach der Verkündung des Urteils nicht mehr an dem Programm mitwirken, wenn nicht der EZB-Rat innerhalb dieser Frist in einem neuen Beschluss nachvollziehbar darlege, dass die mit dem PSPP angestrebten währungspolitischen Ziele nicht außer Verhältnis zu den wirtschafts- und fiskalpolitischen Auswirkungen ständen. Das Hauptproblem sieht das Bundesverfassungsgericht darin, dass sich das Eurosystem mit zunehmender Laufzeit des Programms und steigendem Gesamtvolumen in eine erhöhte Abhängigkeit von der Politik der Mitgliedstaaten begebe, da das PSPP die Refinanzierungsbedingungen der Mitgliedstaaten deutlich verbessert und sich dadurch erheblich auf die fiskalpolitischen Rahmenbedingungen in den Mitgliedstaaten auswirkt. Außerdem seien starke ökonomische und soziale Auswirkungen auf Bürger, etwa auf Aktionäre, Mieter, Eigentümer von Immobilien, Sparer und Versicherungsnehmer zu erkennen. Dadurch würden sich beispielsweise für Sparvermögen deutliche Verlustrisiken ergeben. Außerdem würden wirtschaftlich an sich nicht mehr lebensfähige Unternehmen infolge des auch durch das PSPP abgesenkten allgemeinen Zinsniveaus weiterhin am Markt bleiben („Zombifizierung“).[236][237] Nach der Entscheidung des BVerfG bereitete die EU-Kommission ein Vertragsverletzungsverfahren gegen Deutschland vor.[238][239]

### Recht auf schulische Bildung
Das Bundesverfassungsgericht sprach sich für die Anerkennung des „Rechts auf schulische Bildung“ und die damit einhergehende ‚Subjektivierung‘ des Art. 7 Abs. 1 GG aus: „Das durch Art. 2 Abs. 1 GG geschützte Recht der Kinder und Jugendlichen ist … das subjektiv-rechtliche ‚Gegenstück‘ zur objektiv-rechtlichen Pflicht des Staates aus Art. 7 Abs. 1 GG, schulische Bildungsmöglichkeiten zu eröffnen, die deren Persönlichkeitsentwicklung dienen“.

## Kritik
Ungeachtet wechselnder Kritik entwickelte das Gericht eine bemerkenswerte und im internationalen Vergleich herausragende Kontrollfrequenz und -dichte und verpflichtet sich gleichzeitig zu einer strengen richterlichen Selbstbeschränkung. Sein fortlaufend selbst entwickeltes Verfassungsverständnis machte das Bundesverfassungsgericht zu einer eigenen demokratischen Institution, die ein einmaliges Vertrauen im Staatsvolk genießt, international benennt man es als Beispiel für hochentwickelte Rechtskontrolle. Die Rolle des Gerichts als Hüterin des Grundgesetzes (Art. 93 GG) geht über bloße Willkürkontrolle des Staates hinaus, es ist die konservierende und integrale Bewahrung der Verfassung in der innerdeutschen Entwicklungsdynamik und im Kontext der Europäischen Union.
So wird dem Gericht konstatiert, dass es in den 1950er-Jahren seine Autorität aufgrund „behutsamer liberaler Rechtsprechung“ begründet und in den 1960er-Jahren gefestigt habe. Ab den 1970er-Jahren habe das Bundesverfassungsgericht eine nicht unerhebliche „politische Bremsfunktion“ ausgeübt, die sich in Entscheidungen zur Reformpolitik der sozialliberalen Koalitionen unter Brandt und Schmidt niedergeschlagen habe, so in den bisweilen brisanten Urteilen, 1973 zur Hochschulreform (Hochschulurteil BVerfGE 35, 79), 1975 gegen die Reform der Strafbarkeit des Schwangerschaftsabbruchs (BVerfGE 39, 1) oder 1978 gegen die Wehrpflichtnovelle (BVerfGE 48, 127). Seit den 1980er-Jahren bewege sich das Bundesverfassungsgericht in einer mittleren Linie zwischen den Parteien. In diese Epoche fielen beispielsweise Entscheidungen zu 1983 Neuwahlen (BVerfGE 62, 1), 1984 zur Nachrüstung (BVerfGE 68,1) zum Maastricht-Abkommen 1993 (BVerfGE 89, 155), aber auch zur Volkszählung (BVerfGE 65, 1) oder den Flick-Akten (BVerfGE 67, 100). Mit dem Kruzifix-Beschluss erlebte das Gericht eine zweite Krise nach der von 1952, nachdem aus Bonn und München heftige Kritik laut geworden war.
Das Gericht kooperiert mit den obersten Verfassungsgerichten von über 70 Staaten, und seine Position als starkes Verfassungsorgan diente anderen Ländern als staatsorganisatorisches Vorbild. Nicht zuletzt ist dieser Ruf der Fähigkeit des Gerichts zu verdanken, Wertentscheidungen getroffen zu haben, die auch in das Wertesystem des Zivil- und Strafrechts vorgedrungen seien und damit die gesamte gesellschaftliche Ordnung stabilisiere. Als Sternstunde gilt das Lüth-Urteil aus dem Jahr 1958, zu dessen Anlass sich das Gericht mit der Frage der Notwendigkeit einer „objektiven Wertordnung“ auseinandersetzte und sie grundrechtsdogmatisch zu einem wesentlichen Bestandteil der deutschen Verfassung erhob.

### Inhaltlich
Bei einigen Urteilen wird kritisiert, das Gericht gehe klaren Entscheidungen aus dem Weg. Etwa wurde das „Kopftuchurteil“ vielfach als unbefriedigend und aufschiebend empfunden. Diese Kritik hört man vor allem von Seiten, die das Gericht gern als letztinstanzliches politisches Korrektiv sehen würden. Dagegen ist das Gericht seit seinem Bestehen resistent geblieben. Seine Praxis der richterlichen Selbstbeschränkung sieht es als unerlässlich, in die Rollenverteilung der Verfassungsorgane tunlichst nicht einzugreifen. Dies zeigte sich zuletzt bei der Entscheidung zur Bundestagsauflösung 2005.
Andererseits wurde aus der Politik bei mehreren Urteilen gerügt, das Gericht weite seine Kompetenzen zu denen eines Ersatzgesetzgebers aus, obwohl die Gesetzgebungskompetenz nach der Verfassung dem Parlament zugedacht ist. Anstatt sich auf erhebliche Überschreitungen und Willkür des Gesetzgebers zu beschränken, bringe es eigene soziale und politische Vorstellungen ein und mache dem Gesetzgeber dezidierte Vorgaben von Gerechtigkeit, die oft schwer zu finanzieren sind und zum anderen von Vorstellungen der Politik abweichen. Die Politikwissenschaft spricht in diesem Zusammenhang von der „Justizialisierung der Politik“ durch das Bundesverfassungsgericht.
In einem FAZ-Streitgespräch hatte Bundesinnenminister Wolfgang Schäuble (CDU) den Karlsruher Eilbeschluss zur Einschränkung der Vorratsdatenspeicherung kritisiert. Hans-Jürgen Papier, damaliger Präsident des Bundesverfassungsgerichts, erblickte darin in einem Vortrag in Tutzing Versuche, Karlsruhe in die Schranken weisen zu wollen. Es gebe sie vor allem „im Bereich sogenannter Sicherheitsgesetzgebung“. Solche Forderungen träfen jedoch „den Nerv des Verfassungsstaats“. Wer das Prüfungsrecht des Verfassungsgerichts in Frage stelle, könne dieses gleich abschaffen. Wer hier ein „Primat der Politik“ fordere, rüttle an den Grundstrukturen des Verfassungsstaats, sagte Papier.
Zum Teil urteilen die beiden Senate des Bundesverfassungsgerichtes unterschiedlich trotz gesetzlicher Normen zur Einheitlichkeit der Rechtsprechung, etwa in der Frage, ob ein Arzt für den Unterhalt eines behinderten Kindes haftet, wenn er Eltern hinsichtlich einer Abtreibung aus gesundheitlichen Gründen ungenügend aufklärt.
Der Europäische Gerichtshof für Menschenrechte nahm bei einigen Entscheidungen des Gerichts die nicht genügende Wahrung der Menschenrechte an, etwa beim Schutz der Privatsphäre von Personen des öffentlichen Lebens, den das Gericht nur Kindern dieser Personen uneingeschränkt gewährte.
In Fällen des religiös-weltanschaulichen Neutralitätsgrundsatzes, der Religionsförderung, des Kirchensteuerrechts, des kirchlichen Arbeitsrechts und des Schulwesens werden eine „stark kirchenlastige Schieflage“ und die Missachtung von anerkannten Regeln der Rechtsfindung, Rechtsschöpfung und Entscheidungsbegründung kritisiert.
Der Verfassungsrechtler Helmut Ridder kritisierte das Gericht als „antirevolutionäre Einrichtung“ und sieht die Gewaltenteilung als nicht gegeben an: „Von dem legendären ‚Prinzip‘ der ‚Gewaltentrennung‘, das den landesüblichen Juristensprüchen zufolge zwar ‚Überschneidungen‘ duldet, aber in seinem ‚Kern‘ geschützt sein soll, bleibt infolge der Super-Gesetzeskraft der bundesverfassungsgerichtlichen Judikate – nichts!“

### Besetzung
Ein weiterer Kritikpunkt ist die Wahl der Richter durch Politiker nach Absprache zwischen den politischen Parteien, insbesondere die rotationsmäßige Benennung. So wurde der geplante Wechsel des von 1999 bis 2011 als saarländischer Ministerpräsident amtierenden Peter Müller an das Bundesverfassungsgericht vom Verfassungsrechtler Hans Herbert von Arnim als „weiterer Schritt in den Parteienstaat“ kritisiert. Ein Vorschlag durch den Bundesjustizminister würde jedoch die Parlamentsrechte beschneiden. Auch wenn sich bei den Entscheidungen der Richter eine parteiliche Prägung belegen lässt, beeinträchtigt diese nicht die Ausgewogenheit der Urteile. Der ehemalige Präsident des Bundesverfassungsgerichts Hans-Jürgen Papier schlug im August 2025 vor, auf die einst ohne gesetzliche Grundlage eingeführte starre Zuteilung von Vorschlagsrechten durch die Parteien, die in parteipolitisches Gezänk ausarten könnten, zu verzichten. Stattdessen sollten sich die zwölf Mitglieder des Richterwahlausschusses in vertraulicher, sachbezogener Beratung und damit unter hinreichendem Schutz der Persönlichkeitsrechte der Kandidaten auf Vorschläge einigen, die dann im Plenum zur Wahl gestellt werden – allerdings ohne den Stempel, Kandidat einer bestimmten Partei zu sein.
Kritik wird an der Zusammensetzung des Gerichtes in religiös-weltanschaulicher Hinsicht „speziell zugunsten der katholischen Kirche“ geübt. Die Frage der inneren Befangenheit von Richtern wie Willi Geiger sei aufzuwerfen. Beachtlich viele Richter hätten für Verdienste um die katholische Kirche hohe päpstliche Auszeichnungen erhalten.

### Weitergabe von Entscheidungstexten
Das Bundesverfassungsgericht stand wegen der exklusiven Weitergabe seiner amtlich dokumentierten Entscheidungstexte an die juris GmbH in der Kritik. Aufgrund der Klage des Betreibers einer juristischen Datenbank wurde das Bundesverfassungsgericht vom Verwaltungsgerichtshof Baden-Württemberg im Jahr 2013 dazu verurteilt, seine aufbereiteten Entscheidungen wie an die juris GmbH auch an die Klägerin abzugeben. Es sei aufgrund eines Gleichbehandlungsanspruchs nach dem Informationsweiterverwendungsgesetz (IWG) dazu verpflichtet, die Entscheidungen mit den amtlich verfassten Leitsätzen allen Personen zur Verfügung zu stellen. Während des Revisionsverfahrens vor dem Bundesverwaltungsgericht einigte sich die Klägerin mit dem verklagten Bundesverfassungsgericht in einem Vergleich.

### Öffentlichkeitsarbeit
Nachdem sich Richter des Bundesverfassungsgerichts am 30. Juni 2021 zu einem gemeinsamen Abendessen mit Angela Merkel und einigen Bundesministern getroffen hatten, wies das BVerfG eine Nachfrage der Journalistin Lydia Rosenfelder wiederholt ab. Nach dem Verwaltungsgericht Karlsruhe hatte es zu Unrecht die Presseauskunft verweigert. Das Gericht stellte fest, dass entgegen dem Einwand des BVerfG die Antragstellung durch die Journalistin nicht verfrüht gewesen sei, sondern ein Rechtsschutzbedürfnis für diese bestanden habe, denn das BVerfG habe „lediglich auf die bisherige Korrespondenz [verwiesen], ohne auf die Fragen im Einzelnen einzugehen“ (Az.: VG Karlsruhe, Beschluss vom 14. Juni 2022 – 4 K 233/22). Im Ergebnis musste das BVerfG zwei Drittel und die Journalistin ein Drittel der Kosten tragen. Dem Bundesverfassungsgericht entstanden durch das Verfahren Anwaltskosten in der ungewöhnlichen Größenordnung von 33.528,26 Euro, die der Gegenseite betrugen weniger als ein Zehntel.
Im November 2022 kritisierte ein Gutachten des Wissenschaftlichen Dienstes des Bundestags unter dem Titel „Pressetätigkeit des Bundesverfassungsgerichts und Gleichbehandlung im publizistischen Wettbewerb“ das Bundesverfassungsgericht, weil Mitglieder des Karlsruher Vereins Justizpressekonferenz (JPK), bestehend aus Journalisten bundesweiter Medien, Nachrichtenagenturen und öffentlich-rechtlicher Rundfunkanstalten, die gerichtliche Pressemitteilung zu Entscheidungen des Gerichts bereits am Vorabend erhielten. Medien ohne Büros am Ort werden nicht in den Verein aufgenommen und bekommen daher keine Vorab-Mitteilungen. Laut einer Gerichtsentscheidung darf ein Journalistenverein „kein Monopol der Erlangung von presseerheblichen Informationen“ haben. Richtern an anderen Gerichten, die ihre Urteile vorab bekannt geben, drohe ein Disziplinarverfahren. Die Herausgabepraxis hielt das Gericht viele Jahre geheim, zudem verstieß es jahrelang gegen die eigene Geschäftsordnung (BVerfGGO); diese Regelung ist erst vor rund zehn Jahren angepasst worden. In der BVerfGGO hieß es früher, dass Pressemitteilungen erst erfolgen, wenn „anzunehmen ist, dass die Entscheidung den Prozessbeteiligten zugegangen ist“. Im März 2023 teilte das Bundesverfassungsgericht mit, dass man diese Praxis ab April 2023 „im Hinblick auf die in den vergangenen Jahren eingetretenen Veränderungen des Umfelds“ zunächst nicht mehr anwenden werde.
Im März 2023 gab das Bundesverfassungsgericht die Fertigstellung eines neuen Corporate Designs bekannt. Zunächst wurde die erste gerichtseigene Variante des neuen Bundesadlers in Kombination mit der Bezeichnung im neuen Schriftzug veröffentlicht.

## Bibliothek und Archivierung

### Bibliothek
Das Bundesverfassungsgericht verfügt über eine interne, nur von Angehörigen des Gerichts zu benutzende Fachbibliothek mit den Schwerpunkten Staats- und Verfassungsrecht, Verwaltungsrecht, Staats- und Gesellschaftslehre, Politik und Zeitgeschichte. Für die Öffentlichkeit sind lediglich zwei Online-Kataloge zugänglich.
Der Bestand der Bibliothek umfasste im Dezember 2008 etwa 366.000 Bände und wächst jedes Jahr um etwa 6.000 bis 7.000 Exemplare. Der Zeitschriftenbestand umfasst etwa 1.290 laufende Abonnements, wovon der überwiegende Teil Parlamentaria und Amtsdruckschriften des Bundes und der Länder sind. Im angegliederten Pressearchiv werden zudem alle das Gericht berührenden Materialien gesammelt; es werden täglich zwischen 30 und 40 Tages- und Wochenzeitungen ausgewertet. Alle vorhandenen Werke sind über das Bibliotheksservice-Zentrum Baden-Württemberg (BSZ) im Südwestdeutschen Bibliotheksverbund (SWB) katalogisiert. Die Bibliothek des Bundesverfassungsgerichts verfügt über den größten juristischen Online-Katalog im deutschsprachigen Raum.

### Erschließung der Verfahrensakten durch das Bundesarchiv
Seit dem 15. August 2016 ordnet, bewertet und erschließt das Bundesarchiv mehr als 90.000 Verfahrensakten des Bundesverfassungsgerichts aus den Jahren 1951 bis 1990. Grundlage sind zwei Vereinbarungen mit dem Gericht aus den Jahren 1979 und 2000 sowie § 35b BVerfGG, der im Jahr 2013 geschaffen wurde. Die Akten können nach 30 Jahren eingesehen werden; die Voten der Berichterstatter, auf denen die Urteile wesentlich beruhen, sowie die Handakten der Richter bleiben dagegen 60 Jahre geschützt. Die Akten können in der Datenbank Invenio durchsucht werden. Das Projekt soll Ende 2020 abgeschlossen sein.

## Trivia
- Im Großen Sitzungssaal hing eines der erhaltenen Originale der beim Hambacher Fest 1832 mitgeführten schwarz-rot-goldenen Fahnen. Diese wurde jedoch mittlerweile konserviert und durch eine neue Fahne ersetzt.

- In der Öffentlichkeit und in Fachkreisen wird das Gericht auch ironisch gesehen: Da viele Entscheidungen von den wissenschaftlichen Mitarbeitern vorbereitet werden, spricht man in Juristenkreisen gelegentlich auch von einem „dritten Senat“, wenn man sich auf den Kreis dieser Mitarbeiter bezieht, dem vorwiegend ebenfalls Richter angehören.[267]